# Plumelec
Plumelec [plymlɛk] est une commune française située dans le département du Morbihan en région Bretagne.
Ses habitants sont appelés les Méléciens.

## Géographie

### Situation
| Billio              | Cruguel  | Lizio   |
| Saint-Jean-Brévelay | Plumelec | Sérent  |
| Plaudren            |          | Trédion |

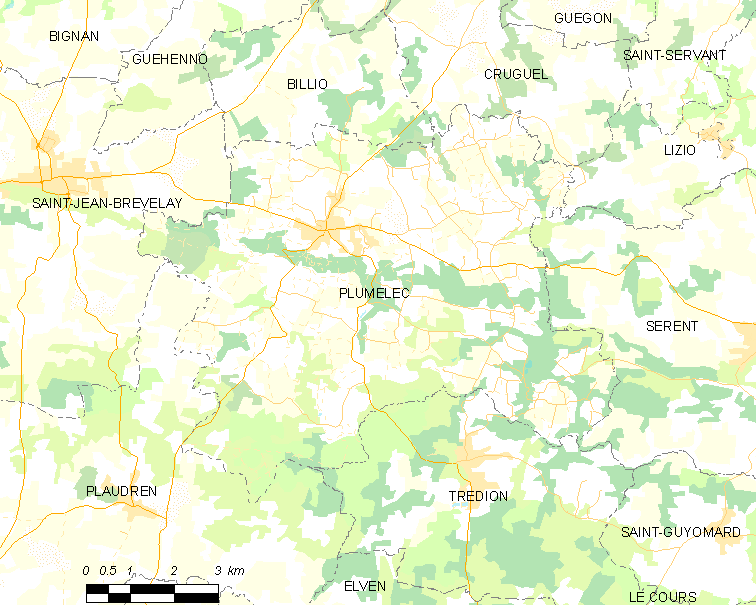
Carte de la commune de Plumelec.

Plumelec est une commune de vaste dimension située au nord-nord-est de Vannes, au cœur du triangle formé par les villes de Vannes, Locminé et Ploërmel, au nord des Landes de Lanvaux, en pays bretonnant, mais à la limite du pays gallo.

### Description, relief et hydrologie
Le relief de la commune est très vallonné, les altitudes s'échelonnant entre 164 mètres (au sommet de l'escarpement des Landes de Lanvaux orienté presque est-ouest (en fait d'est-sud-est à l'ouest-nord-ouest, de direction armoricaine) d'une soixantaine de mètres regardant vers le sud situé juste au sud du bourg près du moulin de la Grée (le mémorial des parachutistes français SAS qui donnèrent leur vie pour la libération de la Bretagne a été placé à cet endroit) et 30 mètres à la limite sud-est de la commune, dans la vallée de la Claie, à l'endroit où cet affluent de rive droite de l'Oust et sous-affluent de la Vilaine quitte le territoire communal après avoir traversé toute la commune en coulant d'ouest en est. Le bourg est vers 150 mètres d'altitude.
La côte de Cadoudal, célèbre en raison de son dénivelé et des courses cyclistes qui l'empruntent, correspond à l'escarpement situé entre le château de Cadoudal et le bourg de Plumelec (D 126).

### Paysages et habitat rural
Plumelec présentait traditionnellement un paysage de bocage (en partie disparu depuis le remembrement survenu en 1965) et l'habitat y est traditionnellement très dispersé en de nombreux hameaux et fermes isolées. Éloignée des grands centres urbains, la commune a échappé à la rurbanisation ; quelques lotissements ont toutefois fait grossir un bourg qui était anciennement de très modeste importance.
La commune est très boisée : tout le long de l'escarpement principal précité allant de Pénautais à la limite est de la commune à Donnan situé à sa limite ouest en passant notamment par les landes de Canécan d'une part, mais aussi à sa limite sud (Bois de la Claie, Bois de Penclen, Bois de Cadoudal, à cheval sur les communes limitrophes de Trédion et Plaudren), ainsi qu'à sa limite ouest (Bois de Donnan). D'autres parcelles boisées de plus modeste dimension parsèment le finage communal, notamment aux alentours des divers châteaux et manoirs actuels ou disparus de la commune.

### Transports
Même si le territoire communal fut par le passé traversé par des voies romaines, Plumelec est resté longtemps très isolé (Jules Simon écrit : « Plumelec était un pays perdu » en évoquant la commune dans la première moitié du XIXe siècle). Plumelec n'est de nos jours desservi que par des routes secondaires, notamment la D 126 venant de Vannes et se dirigeant vers Josselin, et l'axe D 1- D 10 qui lui est perpendiculaire et va vers l'ouest en direction de Saint-Jean-Brévelay et vers l'est en direction de Sérent.

### Hydrographie
Pour un article plus général, voir Réseau hydrographique du Morbihan.
La commune est située dans le bassin Loire-Bretagne. Elle est drainée par la Claie, le Sédon, le Callac et divers autres petits cours d'eau,.
La Claie, d'une longueur de 62 km, prend sa source dans la commune de Saint-Allouestre et se jette  dans le canal de Nantes à Brest à Saint-Congard, après avoir traversé 13 communes. 
Le Sédon, d'une longueur de 17 km, prend sa source dans la commune  et se jette  dans le canal de Nantes à Brest à Saint-Servant, après avoir traversé six communes. 

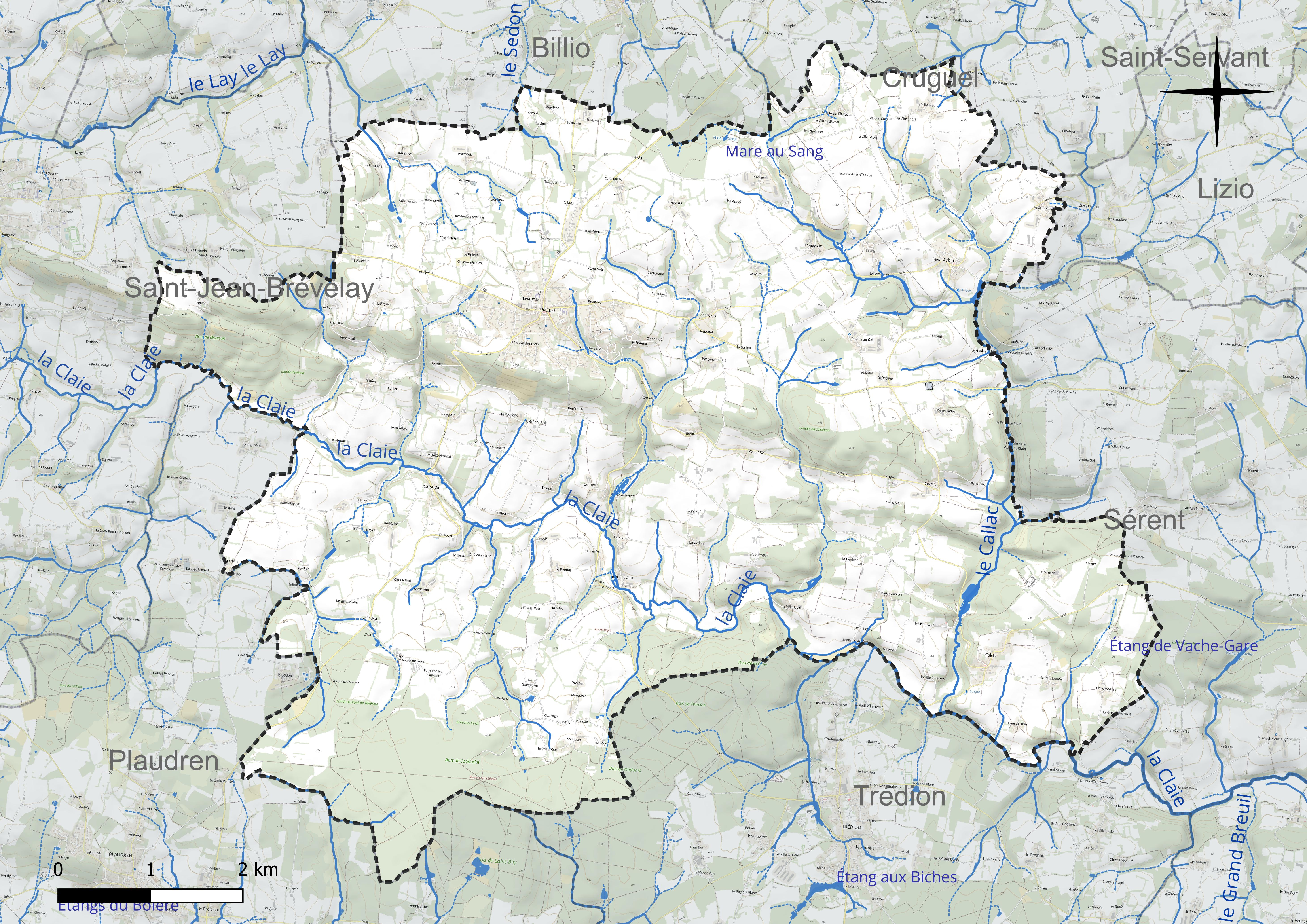
Réseau hydrographique de Plumelec.

Un plan d'eau complète le réseau hydrographique : la mare au Sang (0,15 ha),.

### Climat
Pour des articles plus généraux, voir Climat de la Bretagne et Climat du Morbihan.
En 2010, le climat de la commune est de type climat océanique franc, selon une étude du CNRS s'appuyant sur une série de données couvrant la période 1971-2000. En 2020, Météo-France publie une typologie des climats de la France métropolitaine dans laquelle la commune est exposée à un climat océanique et est dans la région climatique  Bretagne orientale et méridionale, Pays nantais, Vendée, caractérisée par une faible pluviométrie en été et une bonne insolation. Parallèlement l'observatoire de l'environnement en Bretagne publie en 2020 un zonage climatique de la région Bretagne, s'appuyant sur des données de Météo-France de 2009. La commune est, selon ce zonage, dans la zone « Intérieur Est », avec des hivers frais, des étés chauds et des pluies modérées.
Pour la période 1971-2000, la température annuelle moyenne est de 11,2 °C, avec une amplitude thermique annuelle de 12,1 °C. Le cumul annuel moyen de précipitations est de 935 mm, avec 13,4 jours de précipitations en janvier et 7,3 jours en juillet. Pour la période 1991-2020, la température moyenne annuelle observée sur la station météorologique la plus proche, située sur la commune de Bignan à 11 km à vol d'oiseau, est de 11,8 °C et le cumul annuel moyen de précipitations est de 995,0 mm,. Pour l'avenir, les paramètres climatiques de la commune estimés pour 2050 selon différents scénarios d'émission de gaz à effet de serre sont consultables sur un site dédié publié par Météo-France en novembre 2022.

## Urbanisme

### Typologie
Au 1er janvier 2024, Plumelec est catégorisée commune rurale à habitat dispersé, selon la nouvelle grille communale de densité à sept niveaux définie par l'Insee en 2022.
Elle est située hors unité urbaine. Par ailleurs la commune fait partie de l'aire d'attraction de Vannes, dont elle est une commune de la couronne,. Cette aire, qui regroupe 47 communes, est catégorisée dans les aires de 50 000 à moins de 200 000 habitants,.

### Occupation des sols

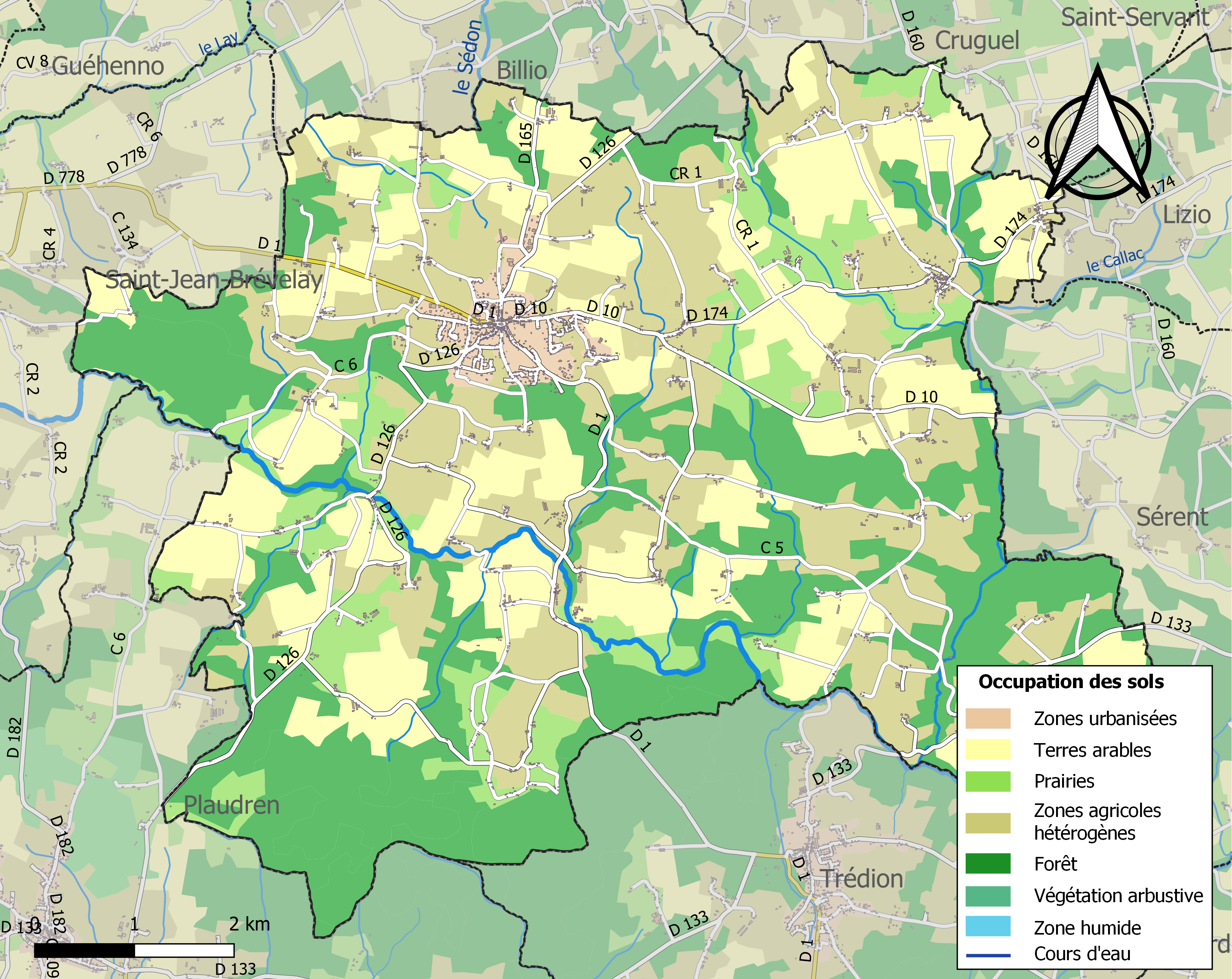
Carte des infrastructures et de l'occupation des sols de la commune en 2018 (CLC).

Le tableau ci-dessous présente l'occupation des sols de la commune en 2018, telle qu'elle ressort de la base de données européenne d’occupation biophysique des sols Corine Land Cover (CLC).
| Type d’occupation                                                                   | Pourcentage | Superficie (en hectares) |
| ----------------------------------------------------------------------------------- | ----------- | ------------------------ |
| Tissu urbain discontinu                                                             | 2,3 %       | 132                      |
| Terres arables hors périmètres d'irrigation                                         | 25,1 %      | 1470                     |
| Prairies et autres surfaces toujours en herbe                                       | 10,3 %      | 602                      |
| Systèmes culturaux et parcellaires complexes                                        | 30,0 %      | 1757                     |
| Surfaces essentiellement agricoles interrompues par des espaces naturels importants | 0,5 %       | 29                       |
| Forêts de feuillus                                                                  | 5,3 %       | 311                      |
| Forêts de conifères                                                                 | 4,4 %       | 255                      |
| Forêts mélangées                                                                    | 22,1 %      | 1291                     |
| Source : Corine Land Cover                                                          |             |                          |

## Toponymie

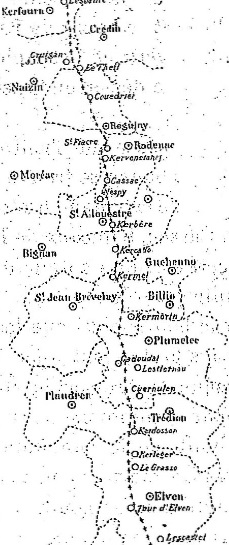
Carte de la limite lingustique entre les langues bretonne et gallèse en 1886 (par Paul Sébillot).

Le nom de la localité est attesté sous les formes Plomeloc (1121), Plomeluc (1377), Ploemelec (1453), Plouemelles (1516), Ploemellec (1533), Ploumellec (1558), Ploëmelec (1731).
Il s'agit d'une formation toponymique bretonne procédant de l'appellatif plou (paroisse) associé à l'anthroponyme Maeloc (possiblement Mellitus ou Mellit ou encore Mélec via un culte importé de Bretagne insulaire) ; saint Mélec pourrait aussi être saint Méloir. Autre hypothèse : composé de plou « église paroissiale » et de l'adjectif melek « mielleux, producteur de miel ». L'hypothèse rapprochant ce toponyme de « région riche en miel » , indiqué par Meleg et provenant du breton mel « miel », meleg « riche en miel » peut sembler farfelue mais, possible, connaissant l'importance du miel comme source unique de sucre avant l'utilisation de la canne ou betterave sucrière.
Pyemlé en gallo.
Pluveleg en breton[réf. souhaitée].

## Histoire

### Préhistoire
La Roche de Milgourdy est le reste d'un cairn de 35 mètres de diamètre qui abrite deux dolmens à couloir ; fouillé en 1885, il contenait trois fragments de statuettes de Vénus anadyomène en terre blanche, deux fragments de figurine également en terre blanche, un disque en terre de brique, percé au centre, plusieurs morceaux de poterie de différentes couleurs, une pièce en bronze de Domitien et des ossements humains ; son propriétaire privé en autorise l'accès.
Une allée couverte se trouve à Kerlano, non loin de la chapelle de Lorette.
Les menhirs de Saint-Bily (en partie situés sur le territoire de la commune voisine de Plaudren) : leur nombre reste indéterminé car ils sont au milieu de blocs et d'affleurements naturels de roches ; deux au moins sont debout et d'autres couchés. Un de ces menhirs, dit Pierre de Pont Bertho, est sur le territoire de Plumelec.

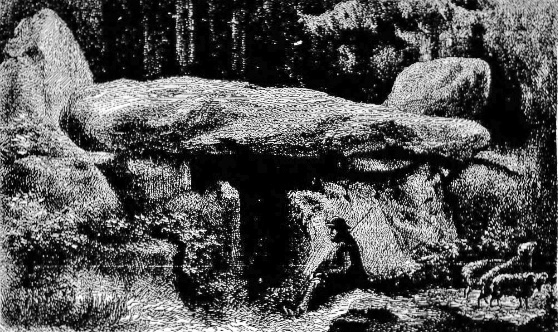
Le dolmen (en fait une allée couverte) de la Roche-Bigot en Plumelec (dessin de 1882).

Le dolmen de la Roche-Bigot, disparu depuis, a été décrit par le docteur Alfred Fouquet en 1853 :

« C'était le 11 juin 1853 ; je voulais me rendre du bourg de Plumelec à Plaudren par le village de Pinclen, qu'on devait nommer Penclaye, parce qu'il domine la Claye et le moulin de Claye où existe un vieux pont qui a subi les injures du temps. J'avais à peine gravi le rude et étroit sentier qui conduit de ce pont à la lande dite de Penclen, que je me trouvai en présence d'une grotte [en fait une allée couverte] gigantesque nommée dans le pays la Roche-Bigot. La construction de cette grotte était si puissante, la table qui la recouvrait était si longue et si épaisse, qu'elle eût pu braver les siècles ; mais des hommes fanatiques ou cupides se sont trouvés près d'elle, et plusieurs de ses piliers ont été arrachés, et l'immense table a été renversée. Cependant le poids énorme de cette table, son étonnante épaisseur, l'ont sauvée d'une complète destruction, et tout ce que ses démolisseurs ont pu faire a été de la renverser sur les piliers d'une rangée, piliers sur lesquels elle repose encore en partie. »

### Antiquité
La voie romaine allant de Condate à Vorgium passait par la partie orientale du finage de la commune de Plumelec, venant de Sérent, passant notamment par une des allées du château de Callac et traversant la Claie au niveau du moulin de la Ville-Hellec en direction de Trédion. Un vaste camp romain dont la surface est de 2 hectares 73 ares, et dont les parapets, mesurés du fond de la douve, ont en certains endroits plus de 7 mètres de hauteur, se situe auprès du Château Blanc, dans la partie occidentale de la commune.

### Moyen Âge
Des populations bretonnes originaires de Grande-Bretagne s'installent sur le territoire de la commune durant le haut Moyen Âge, peut être après avoir longé la voie romaine venant de Carhaix, qui passait au sud du territoire communal actuel.
Un combat sanglant aurait eu lieu entre Bretons et Vikings près de Kervigo au lieu-dit « Mare au sang » (en Plumelec) aux alentours de l'année 938.
La paroisse de Saint-Aubin existait probablement depuis le haut Moyen Âge ; elle est mentionnée encore comme paroisse en 1387 et 1422 ; elle devint ensuite une simple trève de Plumelec.
Un château-fort appartenant à la famille de Cadoudal se trouvait sur le sommet d'une colline au nord du village de Cadoudal. Il a totalement disparu.
Le prieuré de femmes de Locmaria est fondé vers 1140 sous la protection de Geoffroy, vicomte de Porhoët ; il dépendait de l'abbaye bénédictine féminine de Saint-Sulpice-des-Bois.
Un autre prieuré, d'hommes celui-là, était le prieuré Saint-Julien de Cadoudal (sa chapelle aurait été construite par Olivier de Cadoudal, conseiller des ducs Jean II et  Jean III, vers 1336) qui appartenait à l'Ordre des Trinitaires ; sa chapelle était de style ogival. Édouard Le Limonnier, prieur de Saint-Julien de Cadoudal, fit reconstruire la maison prieurale vers la fin du XVIIe siècle

### Temps modernes
La paroisse de Plumelec était divisée en plusieurs frairies : du bourg, de Callac, de la Chaussée, de Lanvaulx, de Lesnohen (Lénohan), de Lestiernan et de Lignier (Linier).
Jean-Baptiste Ogée décrit ainsi Plumelec en 1778 :

« Plumelec ; sur une hauteur ; à 4 lieues et demie au nord-nord-est de Vannes, son évêché ; à 17 lieues de Rennes ; et à 3 lieues et demie de Josselin, sa subdélégation. Cette paroisse ressortit à Ploërmel et compte 2 000 communiants, y compris ceux de Saint-Aubin, sa trève. La cure est présentée par les religieuses du prieuré de Locmaria, situé dans ce territoire. Ce prieuré dépend de l'Abbaye de Saint-Sulpice, Ordre de saint Benoît, Évêché de Rennes. Le 15 avril 1400 N.. de Coëtquen, prieure de Locmaria, rendit aveu au Seigneur de Rohan, et cet aveu fut approuvé par Jeanne, abbesse de Saint-Sulpice. Cadoudal, haute, moyenne et basse justice, à Madame de Marbœuf. Un chevalier de cette famille prit le parti du Comte de Montfort contre Charles de Blois [lors de la Guerre de Succession de Bretagne]. Montfort, qui l'estimait, le fit gouverneur d'Hennebon. La Forêt, haute, moyenne et basse justice ; Callac, haute, moyenne et basse justice, à Madame de Marbœuf ; Tréganteur, haute, moyenne et basse justice, à M. de La Ville-Bouquai. Ce territoire, arrosé par les eaux de la rivière de Claye, offre à la vue des terres bien cultivées, des prairies, des bois, des arbres à fruits et des landes. »

### Révolution française
Le prieuré de Locmaria, qui possédait un magnifique enclos entouré de grands murs, fut vendu comme bien national en 1792 (les Sœurs furent chassées), et les acquéreurs démolirent par la suite la chapelle et le couvent. Le prieuré de Saint-Julien de Cadoudal fut aussi vendu à la même époque (il a lui aussi disparu depuis).
Le 24 juin 1792 un détachement de soldats cerna le presbytère de Plumelec et arrêta tous les prêtres qui s'y trouvaient dont l'abbé de Talhouët, recteur d'Hennebont, qui s'y était réfugié. Joseph Cudon, recteur de Plumelec entre 1789 et 1792, refusa de prêter le serment de fidélité à la Constitution civile du clergé, mais survécut à la Révolution française, puisqu'il fut nommé recteur de Pleugriffet après le Concordat de 1801.
Plumelec fut brièvement un chef-lieu de canton entre 1790 et 1801.
Le 12 brumaire an III (2 novembre 1794) l'agent national de Josselin écrit au Comité de salut public que « les municipalités de Cruguel, Plumelec, Saint-Jean, Bignan, Buléon, Radenac, Pleugriffet, Réguiny et Credin ne peuvent plus faire exécuter les lois, ni ordonner les réquisitions des grains, fourrage et charrons. Les brigands |chouans] rôdent dans ces communes et les en empêchent. Ils menacent tous les individus qui désireraient y obtempérer de les assassiner eux et leurs familles et d'incendie leur domicile ».
En 1795 « le bourg de Plumelec était à peu près désert ; les chouans qui l'habitaient avaient joint les bandes ; il ne restait que des individus inoffensifs qui voyaient passer d'un œil indifférent les chouans ou les colonnes mobiles qui sillonnaient le pays depuis la descente de Quiberon ».

### LeXIXesiècle
Plusieurs réfractaires refusant de servir la monarchie de Juillet, originaires de Plumelec et des communes avoisinantes furent arrêtés entre 1835 et 1845, par exemple deux déserteurs originaires du Cruguel par les gendarmes de Plumelec le 27 février 1835 ; certains furent tués, par exemple Vincent Bauché, originaire de Plumelec, lors d'un affrontement avec les forces de l'ordre à Elven ; un autre, caché dans le bois de Cadoudal, est arrêté le 13 novembre 1851.
A. Marteville et P. Varin, continuateurs d'Ogée, décrivent ainsi Plumelec en 1845 :

« Plumelec : commune formée par l'ancienne paroisse de ce nom ; aujourd'hui succursale ; chef-lieu de perception ; brigade temporaire de gendarmerie. (...) Principaux villages : la Ville-Ileu, la Ville-Gleux, Lendrin, Kerlvaladre, Gorvello, Langarais, Locmaria, Fabonnac, Kerploué, la Grée-au-Gal, Lautréan, Le Peu, Lanier, Cadoudal, Kerhloué, Guernicien, Treuzel, Lezourden, la Ville-Jacob, le Penher, Callac, la Vile-Mehran, Kerlvaladre, la Ville-au-Gal, Trérosan, Saint-Aubin, Le Creux, le Haliguen. Châteaux : Blanc, de Callac. Superficie totale 5 496 hectares, dont (...) terres labourables 1 872 ha, prés et pâturages 414 ha, bois 413 ha, vergers et jardins 124 ha, landes et incultes 2 543 ha (...). Moulins à eau de Cadoudal, Géant, du Haut-Étang, du Malieu ; à vent de la Saudraie, de Kervio, de Callac, de Remungol ; un moulin à papier. (...) Il y a foire à Plumelec le 8 avril ; à Cadoudal le 23 avril, le lundi de la Trinité et le 22 mai ; à Callac le 3 mai ; enfin à Plumelec encore le 1er juin. Géologie : granite. On truve à Callac des minerais de fer. On parle le breton. »

L'ancienne chapelle du château de Callac est érigée en succursale en 1859, devenant l"église Notre-Dame de Callac. L'ancienne paroisse de Saint-Aubin obtient l'érection de son église Saint-Maurice en succursale de Plumelec en 1872.
Vers 1850 « pas un seul chemin carrossable ne reliait en ce temps-là notre bourg de Plumelec à Billio, à Josselin, à Saint-Jean-Brévelay (...) Je devais aller vendre notre seigle à Josselin en portant le "minot" de grain, soixante-seize livres sur le dos, comme mes voisins (...) pendant quatre lieues de bas sentiers, vous jugez du nombre d'heures que j'y passais ? ».
En 1867 une épidémie de rougeole provoqua 30 décès à Plumelec.
En 1869 le quartier de Kerangat, qui appartenait jusque-là à la commune de Saint-Jean-Brévelay, fut annexé par Plumelec.
Charles Géniaux a fait plusieurs photographies décrivant les pratiques superstitieuses alors en cours dans la région de Plumelec vers la fin du XIXe siècle.

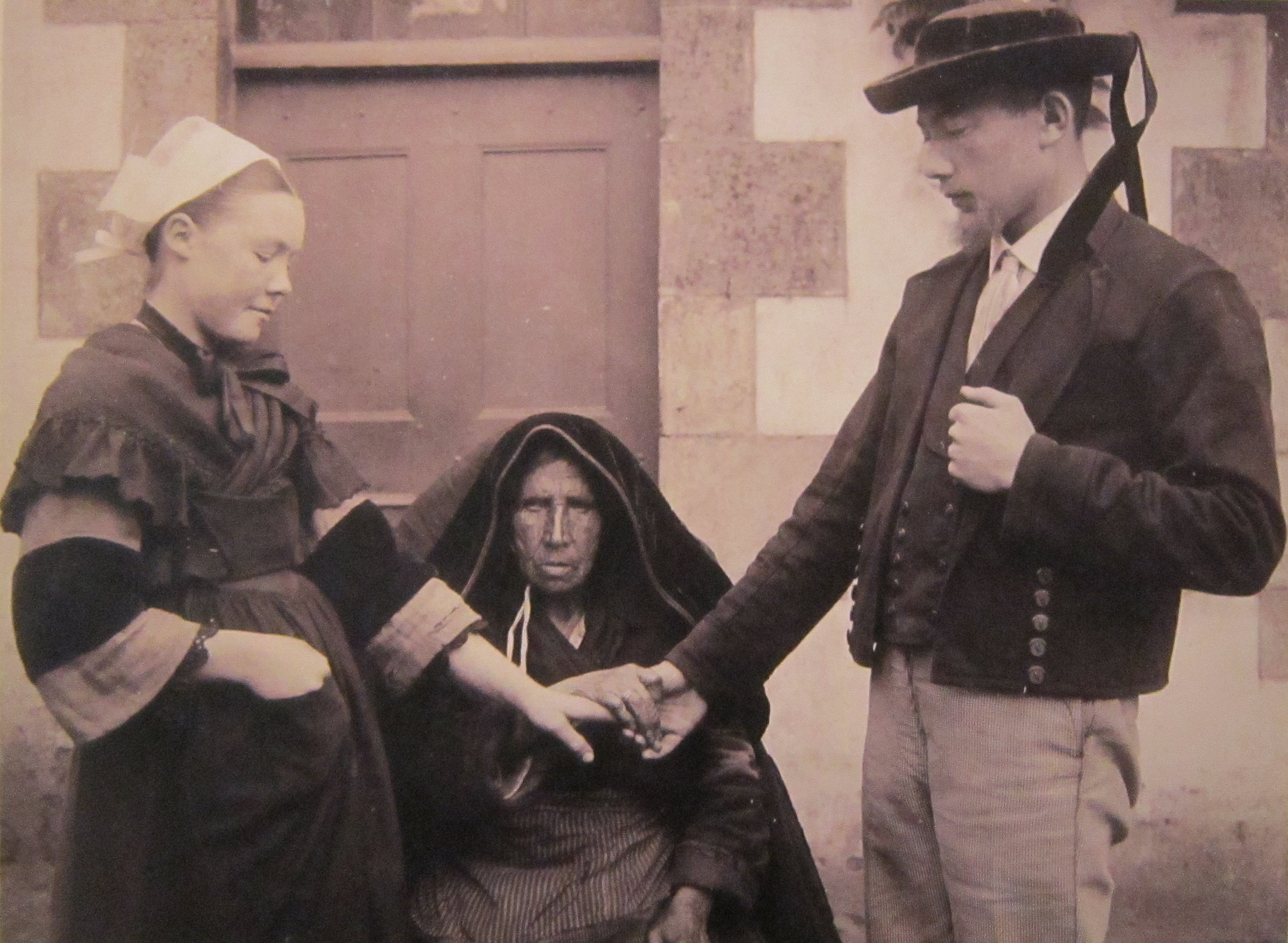
Plumelec : Sorcière favorisant les amours de deux jeunes gens (Charles Géniaux, 1890).
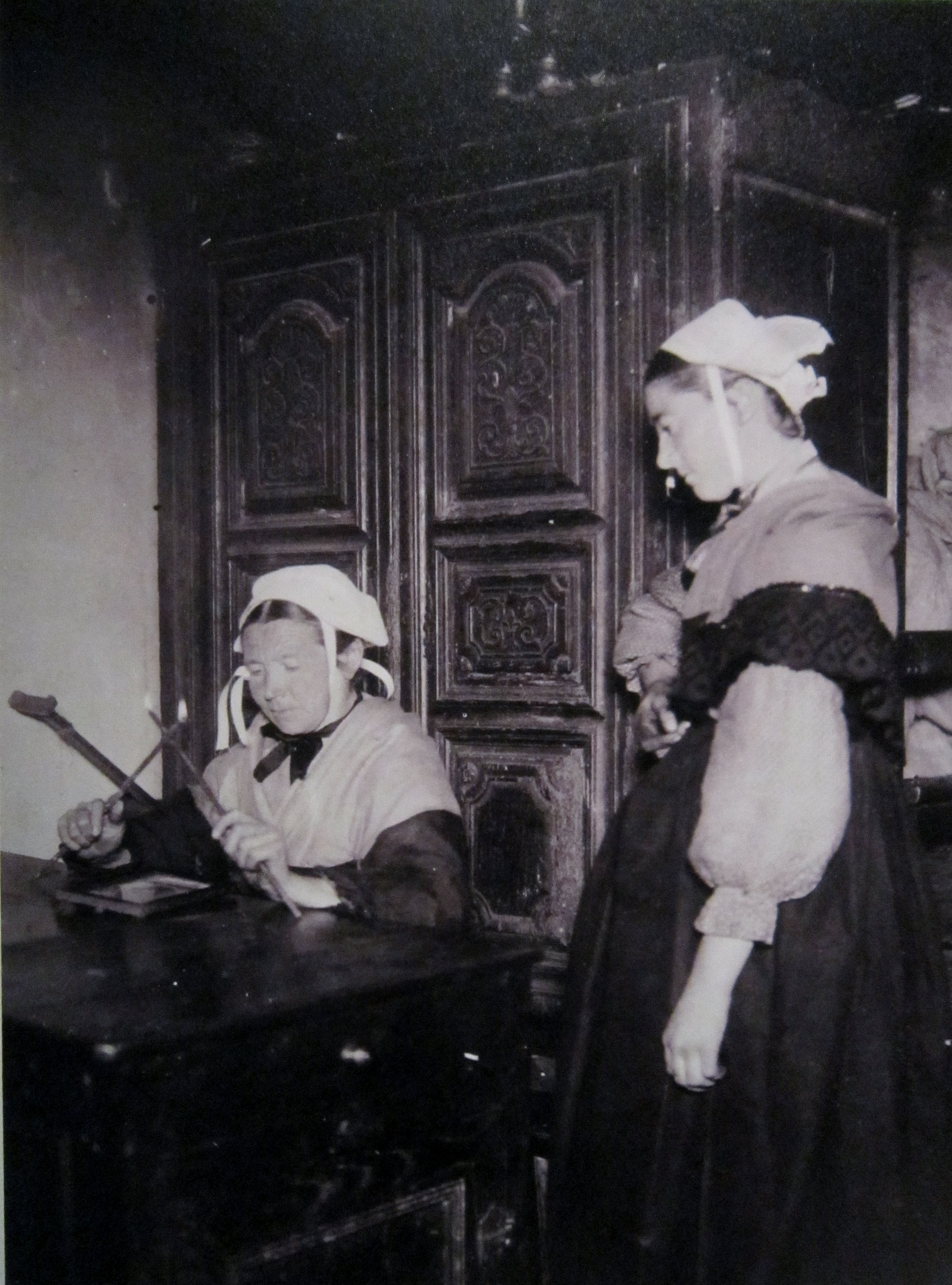
Plumelec : Chez la voyante (Charles Géniaux, 1890).
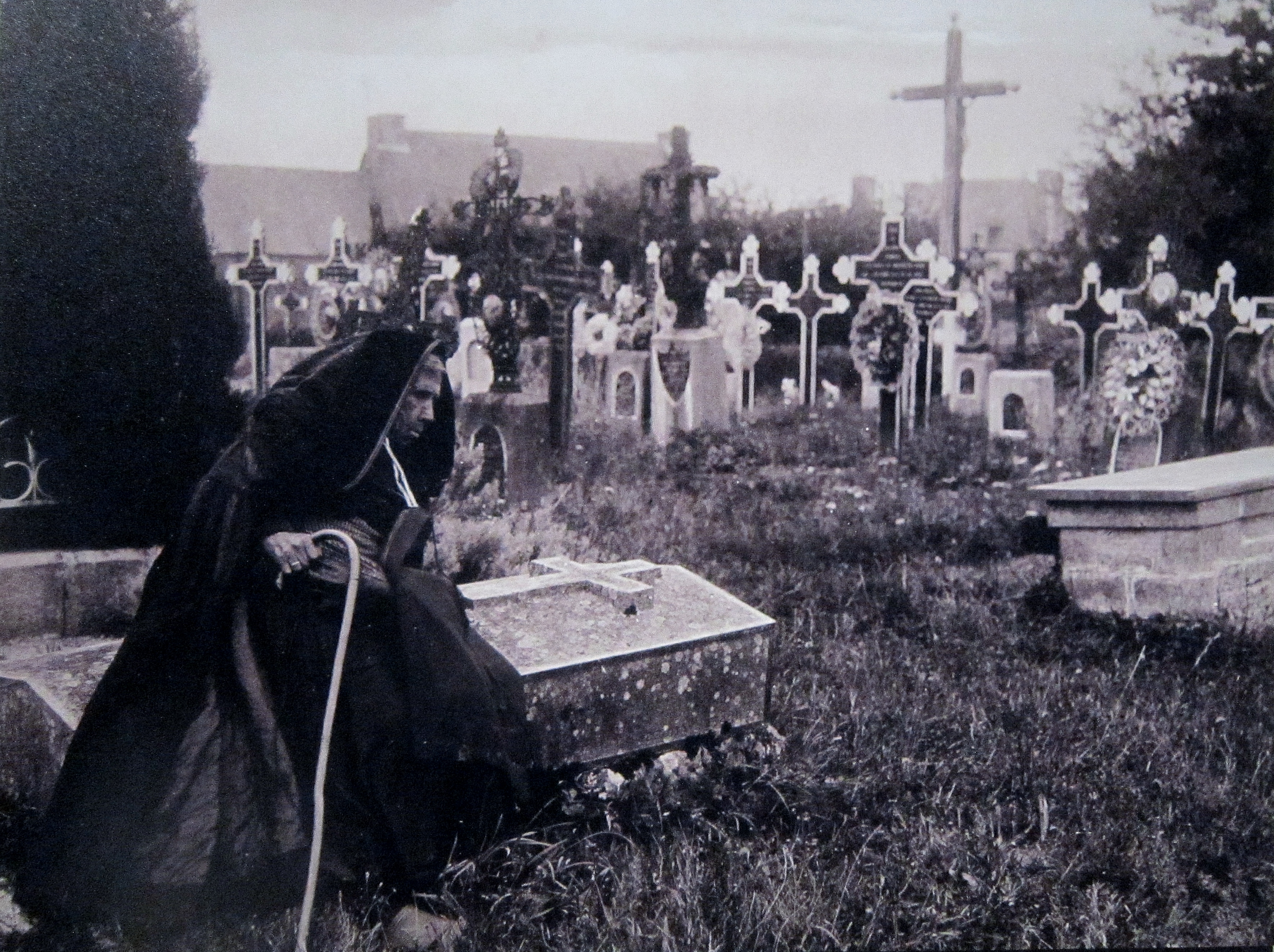
Région de Plumelec : L'écouteur des morts, photographie de Charles Géniaux (1890).
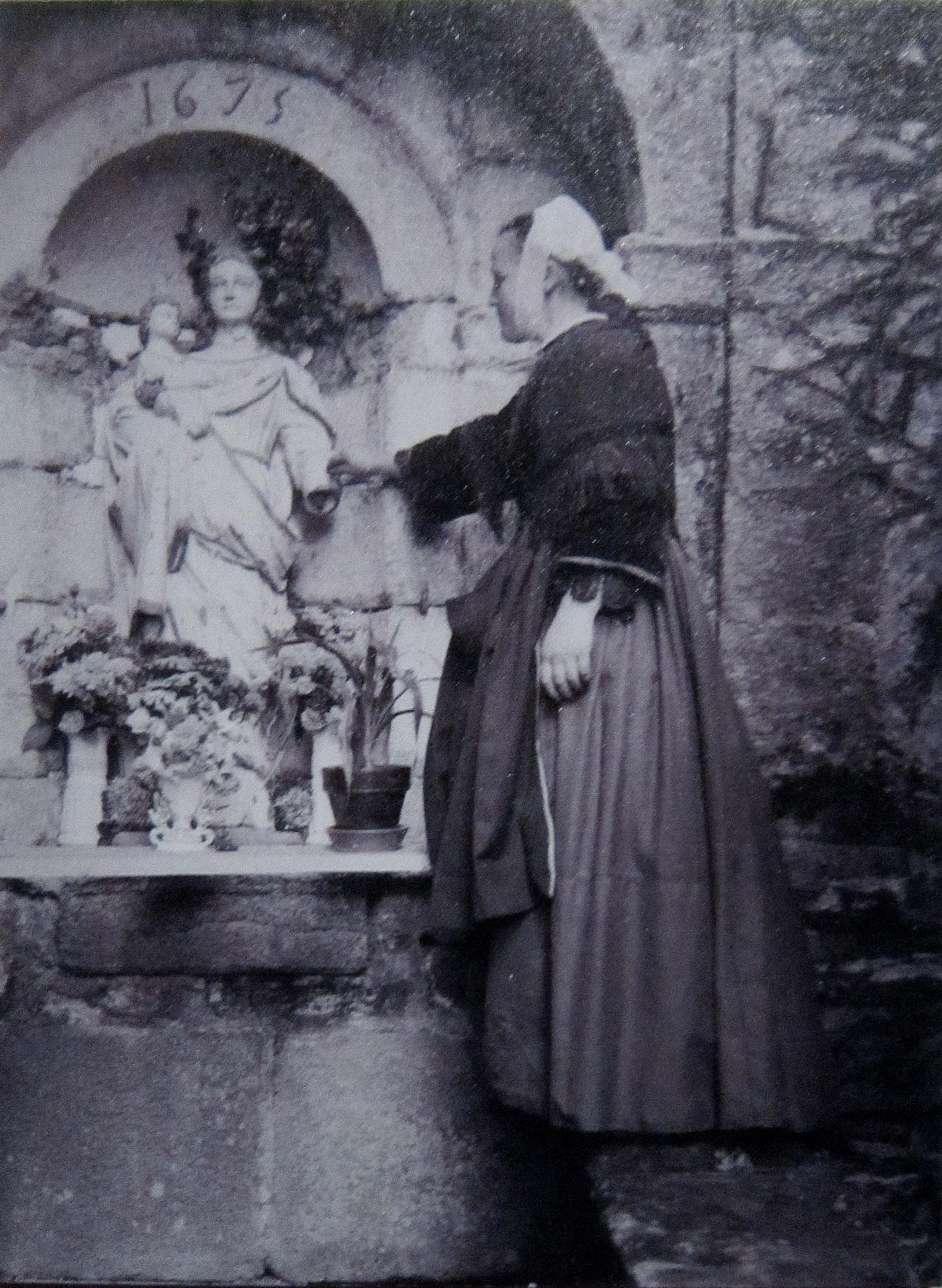
Charles Géniaux : Paysanne piquant une épingle dans le bras d'une statue de la Vierge pour l'accomplissement d'un souhait (région de Plumelec en 1905), Mucem, Marseille.

En 1873 « des habitants de La Chapelle, de Caro, de Lizio, de Quily, de Plumelec (Morbihan) demandent, dans une pétition déposée à  l'Assemblée nationale, le rétablissement, dans le plus bref délai, de la royauté en la personne de Henri V, héritier légitime de la couronne de France ».
En 1882 Thomas Le Gouellec, maire de Plumelec, fut révoqué en raison de son opposition aux lois Jules Ferry de 1881 et 1882 sur l'enseignement primaire, pour avoir fait voter par son Conseil municipal un vœu contre la loi sur l'instruction obligatoire.
De nombreux habitants de Plumelec, Plaudren, Saint-Jean-Brévelay, etc.. participèrent à la manifestation légitimiste du 29 septembre 1889 à Sainte-Anne-d'Auray.

### LeXXesiècle

#### La Belle Époque
L'école congréganiste tenue par les Sœurs de Saint-Jacut à Callac en Plumelec fut fermée par décret gouvernemental à partir du 1er septembre 1907 en vertu de la Loi de séparation des Églises et de l'État.

#### La Première Guerre mondiale
Le monument aux morts de Plumelec porte les noms de 206 soldats morts pour la France pendant la Première Guerre mondiale ; parmi eux 142 sont inscrits sur la plaque commémorative de l'église paroissiale de Plumelec, 24 sont inscrits sur celle de l'église Saint-Aubin, et 45 sur celle de l'église Notre-Dame de Callac.
Le monument aux morts de Plumelec fut inauguré le 8 avril 1923 par le sous-secrétaire d'État de la marine marchande, Alphonse Rio, accompagné du préfet du Morbihan ; ils inaugurèrent le même jour celui de Guer.

#### L'Entre-deux-guerres
En 1927 à Plumelec, l'école chrétienne de garçons avait 102 élèves, celle des filles 135 élèves alors que l'école laïque de garçons avait 5 élèves et celle des filles 4 élèves.
Un préventorium existait à La Saudraye en Plumelec depuis 1932. Par un arrêté en date du 23 juin 1941 des Filles de la charité de Saint-Vincent-de-Paul furent attachées au fonctionnement de l'établissement.

#### La Seconde Guerre mondiale
Durant la Seconde Guerre mondiale, dans la nuit du 5 au 6 juin 1944, le stick SAS du lieutenant Marienne (9 Français Libres), chargé de la préparation de l'opération Dingson, fut malencontreusement parachuté près de Plumelec, à 800 m du moulin de « la Grée », où se trouvait un poste d'observation allemand. Durant l'accrochage qui s'ensuivit, le caporal Émile Bouétard fut tué : il est le premier mort de l'opération Overlord.
Le 12 juillet 1944 à l'aube, 17 résistants FFI furent assassinés par des collaborateurs français membres de la Milice française, dirigés par Maurice Zeller, à Kerihuel : 6 parachutistes (François Martin, le capitaine Pierre Marienne [surnommé le « lion » de Saint-Marcel après la bataille du 18 juin 1944] , Albert Bletterie, Louis Hanicq, Jacques Mendel-Caldas et Jean Marty) du 2e régiment de chasseurs parachutistes, 8 maquisards (parmi eux Henri Denoual, Henri Louail, Pierre Le Bomin, Emmanuel Le Breton, Raymond Garaud, Georges Grignon, André Gondet et Eugène Morizur) et 3 fermiers (Alexandre et Rémi Gicquello, père et fils, 46 et 18 ans, et Ferdinand-Mathurin Danet, 49 ans) ; ils auraient été dénoncés par une femme espionne de la Gestapo.

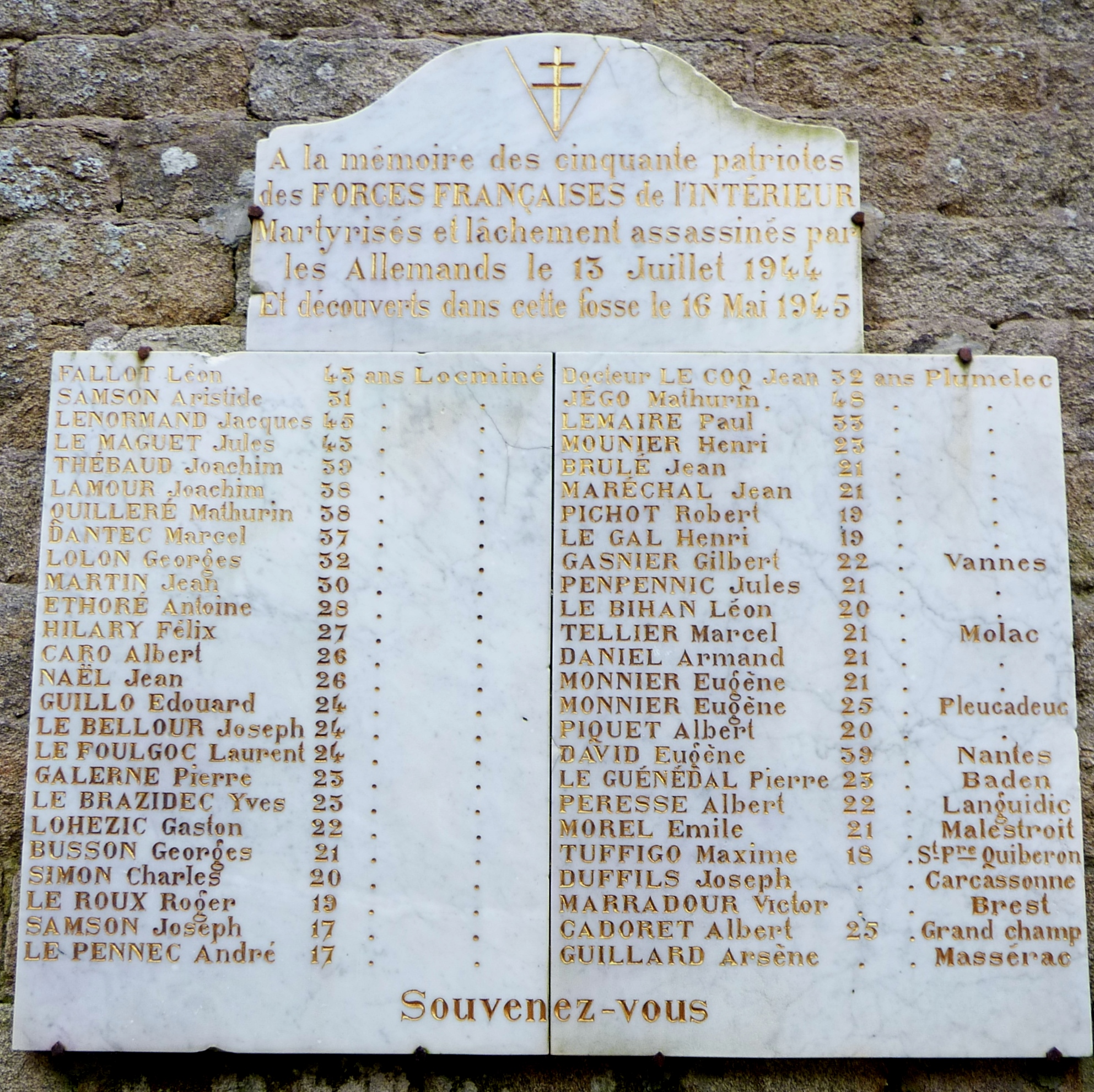
8 des 50 résistants exécutés par les Allemands le 13 juillet 1944 au fort de Penthièvre étaient de Plumelec.

Huit autres résistants de Plumelec furent exécutés le 13 juin 1944 au Fort de Penthièvre. En juillet 1944, deux femmes originaires du nord de la France (Agnès Delattre et sa fille Léontine de Beir) et réfugiées à Plumelec, furent assassinées au lieu-dit du taillis de Galperoué, par des hommes du FFI, sur simple rumeur de collaboration horizontale : cette épuration de voisinage qui accompagnait l'épuration judiciaire, releva de résistants qui perdaient des hommes, et qui réagissaient en s'en prenant sommairement à ces deux femmes, par rancœur ou par méprise. Le dimanche 6 août 1944, ce fut la Libération, les chars américains passaient en direction de Vannes et de Lorient.
En tout, ce furent 42 Méléciens et 1 Mélécienne (Armande Morizur, 35 ans), engagés dans la Résistance, qui donnèrent leur vie pour la Libération. Georges Le Gal le 9 mai 1945 à Allach (une annexe du camp de concentration de Dachau), Joseph Merlet le 4 novembre 1944 à Ellrich, sont morts en déportation en Allemagne.
Le monument aux morts de Plumelec porte les noms de 66 personnes mortes pour la France pendant la Seconde Guerre mondiale.

#### L'après Seconde Guerre mondiale
Deux soldats originaires de Plumelec sont morts pour la France pendant la Guerre d'Algérie : R. Rio et Hubert Verreken.
Le remembrement des 5 700 hectares est organisé à Plumelec en 1953. Il a su préserver un paysage agréablement vallonné où alternent landes, bois et surfaces agricoles.

## Politique et administration

### Liste des maires
| Période                                  | Période                | Identité           | Étiquette | Qualité |
| ---------------------------------------- | ---------------------- | ------------------ | --------- | --- |
| Les données manquantes sont à compléter. |                        |                    |           | |
| 1865                                     |                        | Perrotin fils      |           | Nommé maire en 1865, Moisan et cadieu adjoints                                                                     |
| 1867                                     |                        | Moisan             |           | Nommé maire en 1867, Gicquello fils étant nommé adjoint.                                                           |
| avant 1882                               | 1882                   | Thomas Le Gouellec |           | Révoqué en 1882.                                                                                                   |
| Les données manquantes sont à compléter. |                        |                    |           | |
| avant 1946                               | octobre 1947           | Louis Étienne      |           | |
| octobre 1947                             | mars 1971              | Joseph Brunel      |           | Agriculteur |
| mars 1971 Réélu en 1977, 1983 et 1989    | septembre 1992 (décès) | Jean Guillo        |           | Négociant retraité                                                                                                 |
| octobre 1992 Réélu en 1995, 2001 et 2008 | mars 2014              | Léon Guyot         | DVD       | Boucher Président de Saint-Jean Communauté (2008 → 2014)                                                           |
| mars 2014 Réélu en 2020                  | En cours               | Stéphane Hamon     | DVG       | Patron de bar-restaurant Conseiller départemental de Moréac (2021 → ) Vice-président de Centre Morbihan Communauté |

## Population et société

### Démographie
L'évolution du nombre d'habitants est connue à travers les recensements de la population effectués dans la commune depuis 1793. Pour les communes de moins de 10 000 habitants, une enquête de recensement portant sur toute la population est réalisée tous les cinq ans, les populations de référence des années intermédiaires étant quant à elles estimées par interpolation ou extrapolation. Pour la commune, le premier recensement exhaustif entrant dans le cadre du nouveau dispositif a été réalisé en 2005.

En 2022, la commune comptait 2 730 habitants, en évolution de +1,71 % par rapport à 2016 (Morbihan : +3,82 %, France hors Mayotte : +2,11 %).
| 1793  | 1800  | 1806  | 1821  | 1831  | 1836  | 1841  | 1846  | 1851  |
| ----- | ----- | ----- | ----- | ----- | ----- | ----- | ----- | ----- |
| 2 551 | 2 513 | 2 503 | 2 507 | 2 627 | 2 663 | 2 732 | 3 092 | 3 070 |

| 1856  | 1861  | 1866  | 1872  | 1876  | 1881  | 1886  | 1891  | 1896  |
| ----- | ----- | ----- | ----- | ----- | ----- | ----- | ----- | ----- |
| 2 988 | 3 082 | 3 184 | 3 060 | 3 101 | 2 992 | 3 068 | 3 130 | 3 043 |

| 1901  | 1906  | 1911  | 1921  | 1926  | 1931  | 1936  | 1946  | 1954  |
| ----- | ----- | ----- | ----- | ----- | ----- | ----- | ----- | ----- |
| 3 048 | 2 998 | 2 988 | 2 787 | 2 758 | 2 732 | 3 004 | 2 953 | 2 733 |

| 1962  | 1968  | 1975  | 1982  | 1990  | 1999  | 2005  | 2006  | 2010  |
| ----- | ----- | ----- | ----- | ----- | ----- | ----- | ----- | ----- |
| 2 529 | 2 498 | 2 410 | 2 355 | 2 343 | 2 337 | 2 501 | 2 531 | 2 685 |

| 2015  | 2020  | 2022  | - | - | - | - | - | - |
| ----- | ----- | ----- | - | - | - | - | - | - |
| 2 680 | 2 686 | 2 730 | - | - | - | - | - | - |

### Sports

#### Cyclisme
De nombreuses courses cyclistes passent ou arrivent à Plumelec par la côte de Cadoudal, qui présente une pente moyenne à 6,2 % et un dénivelé qui passe de 43 à 154 m sur 1,8 km. C'est pourquoi les plus prestigieuses courses retiennent Plumelec comme lieu de passage ou d'arrivée comme le Tour de France, les championnats de France de cyclisme sur route, etc.
La commune était également le siège du Grand Prix de Plumelec-Morbihan, course d'un jour organisée depuis 1974, jusqu'en 2019. Épreuve comptant pour la coupe de France de cyclisme sur route, elle est classée 1.1 dans l'UCI Europe Tour depuis 2005 et a lieu à Grand-Champ depuis 2021.

##### Tour de France
- 1982 - 9e étape (CLM par équipe de 69 km) le 12 juillet, Lorient-Plumelec, victoire équipe Ti-Raleigh (Pays-Bas).
- 1985 - Prologue (CLM de 6,8 km) le 28 juin, Plumelec-Plumelec, victoire de Bernard Hinault (France).
- 1997 - 3e étape le 8 juillet, Vire-Plumelec, victoire d'Erik Zabel (Allemagne).
- 2008 - 1re étape le 5 juillet, Brest-Plumelec, victoire d'Alejandro Valverde (Espagne).
- 2015 - 7e étape (CLM par équipe de 28 km) le 12 juillet, Vannes-Plumelec, victoire de l'équipe BMC (États-Unis).

##### Championnats de France sur route
- 1973 - Victoire de Bernard Thévenet.
- 1979 - Victoire de Roland Berland.
- 2003 - Victoires de Didier Rous et de Sonia Huguet.
- 2020 - Décalé à Grand-Champ

##### Championnats d'Europe
- 2016 - du 14 au 18 septembre : Victoires de Peter Sagan et d'Anna van der Breggen.

#### Associations sportives
- Football : La Mélécienne de Plumelec créée le 20 décembre 1921
- Plumelec Basket Club
- Tennis de table : La Raquette Mélécienne de Plumelec comporte deux équipes séniors, l'une en D2 et l'autre en D3.

## Jumelages
Plumelec est jumelée avec :
- Botley dans le Hampshire, en Angleterre.

## Enseignement
- École privée Saint-Melec[71]
- École publique La Claie[72]

## Culture locale et patrimoine

### Lieux et monuments
La commune contient huit monuments répertoriés à l'inventaire des monuments historiques et deux lieux répertoriés à l'inventaire général du patrimoine culturel

#### Châteaux et manoirs
La commune compte plusieurs châteaux et manoirs :
- le château de Callac du XVIIe siècle, situé au lieu-dit Callac :
Les façades et toitures du bâtiment principal dit « aile des Tours » ainsi que le grand salon du premier étage avec son plafond peint sont classés depuis le 10 mars 1971. Les façades et toitures des bâtiments entourant la cour, y compris les communs, et le portail d'entrée sont inscrits depuis le 10 mars 1971[74],[75].
Le jardin d'agrément du château, réalisé en 1886, est répertorié à l'inventaire général du patrimoine culturel[76].
- le manoir de La Saudraie du XVIe siècle, située au lieu-dit la Saudraie, est inscrit aux monuments historiques depuis le 25 septembre 1928[77]. Ce manoir est entouré d'une enceinte avec mâchicoulis et sans douves.

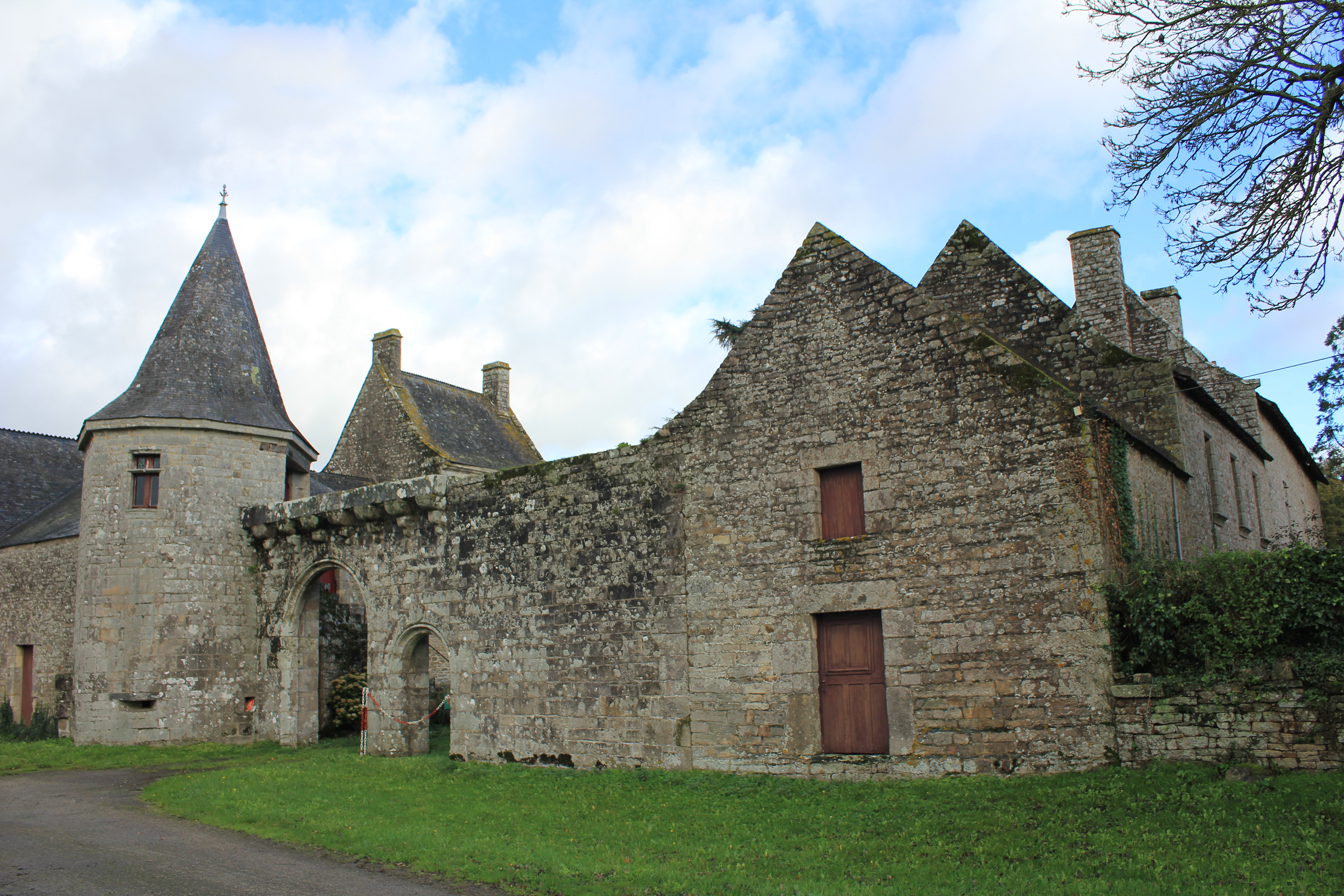
Le château de La Sauldraye 1.
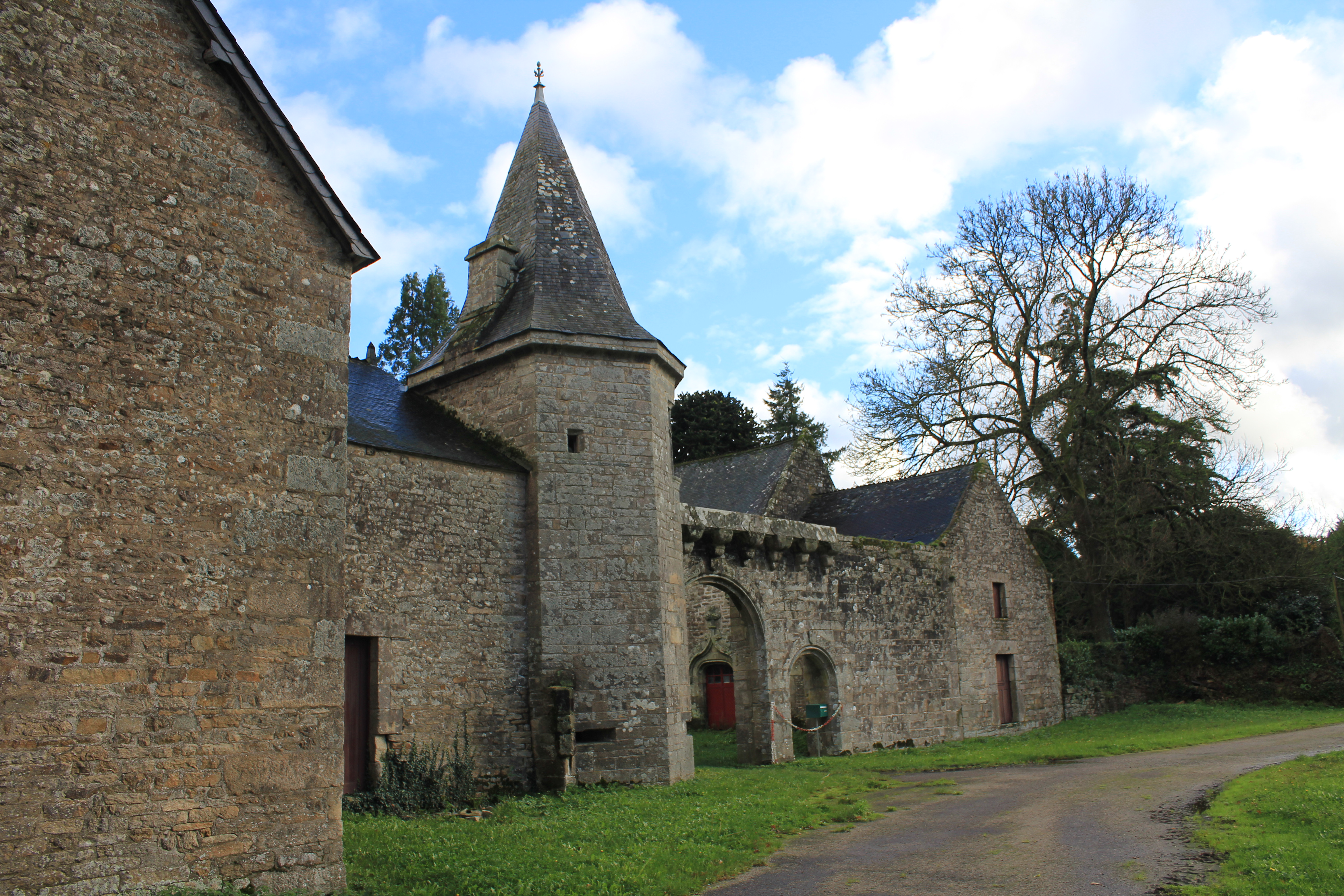
Le château de La Sauldraye 2.
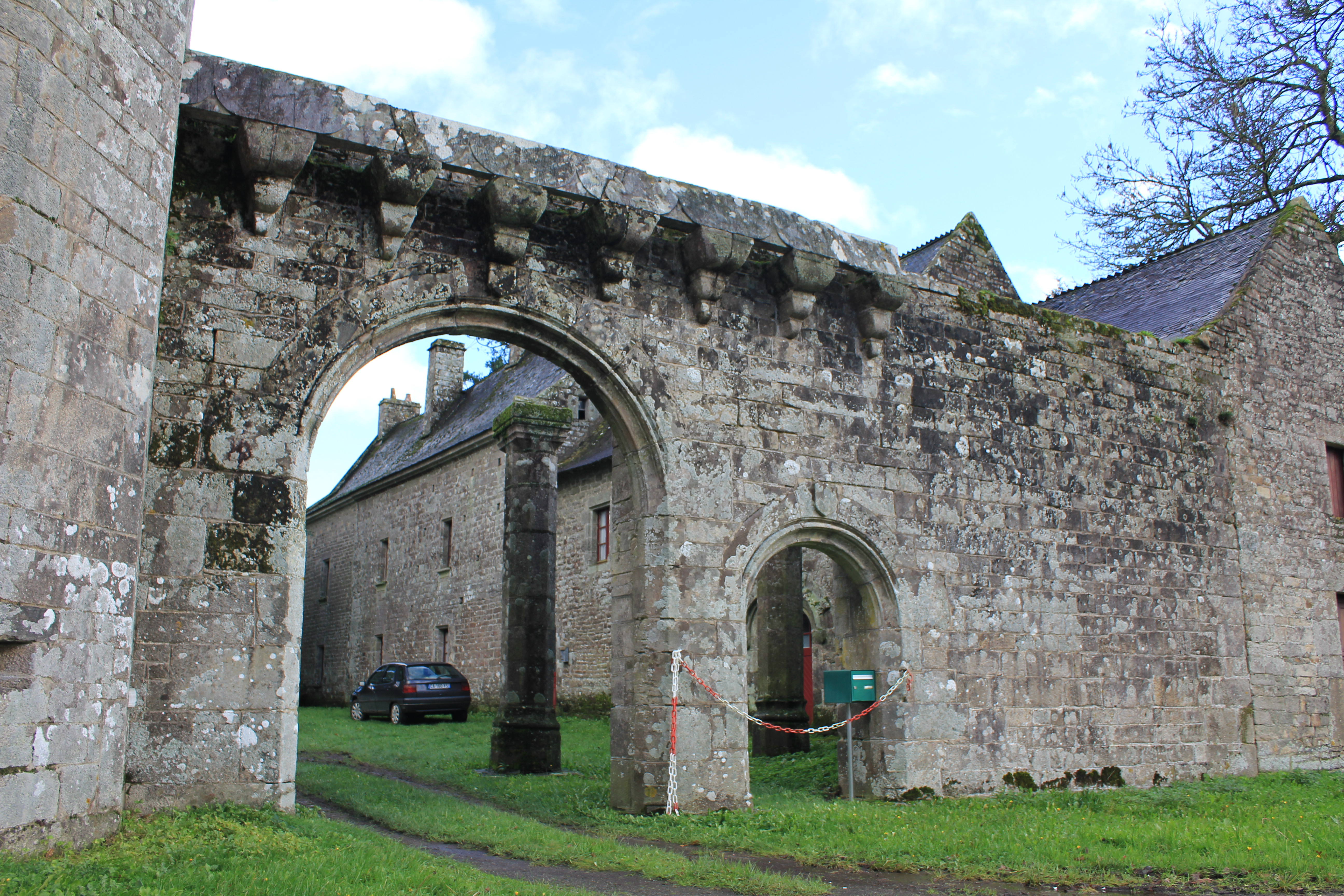
Le château de La Sauldraye 3.

- le manoir de Kerangat du XVe siècle : le jardin d'agrément du domaine, réalisé en 1886, est répertorié à l'inventaire général du patrimoine culturel[78].

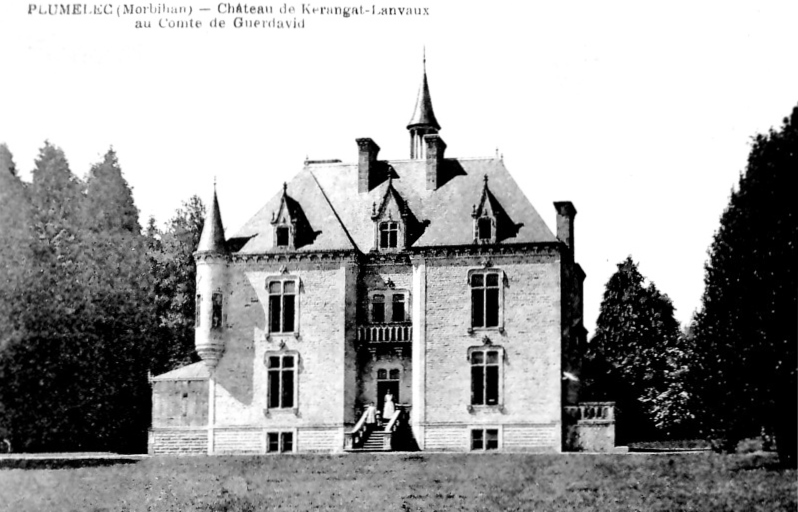
Le château de Kerangat au début du XXe siècle.

- le manoir de Cadoudal du XVIIe siècle est inscrit depuis le 29 mars 1935. Ce manoir est entouré d'une enceinte avec mâchicoulis et sans douves. Rien à voir avec Georges Cadoudal (le chef chouan), puisque le lieu provient de la seigneurie de Cadoudal apparue au IXe siècle.

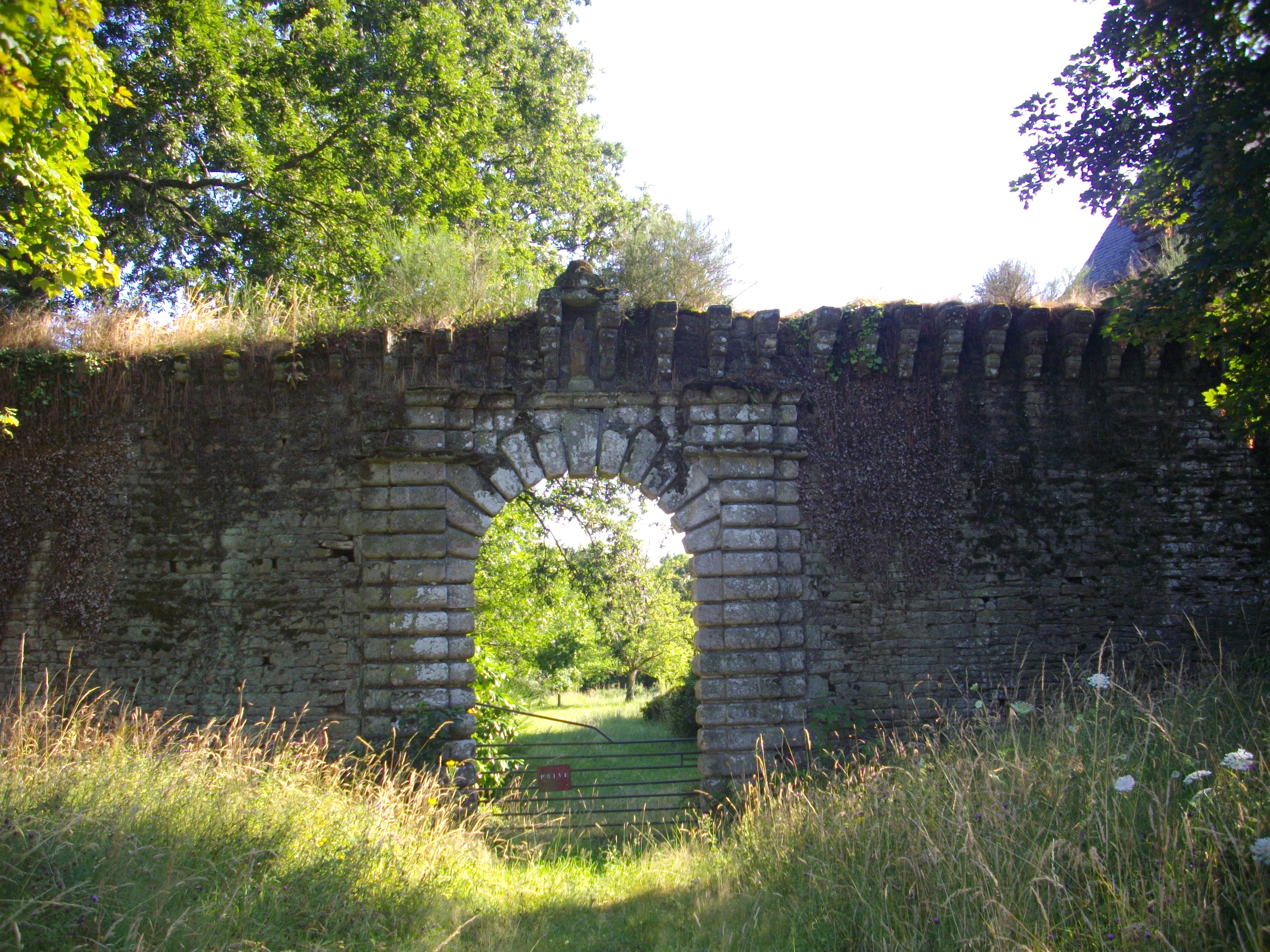
Le manoir de Cadoudal 1.
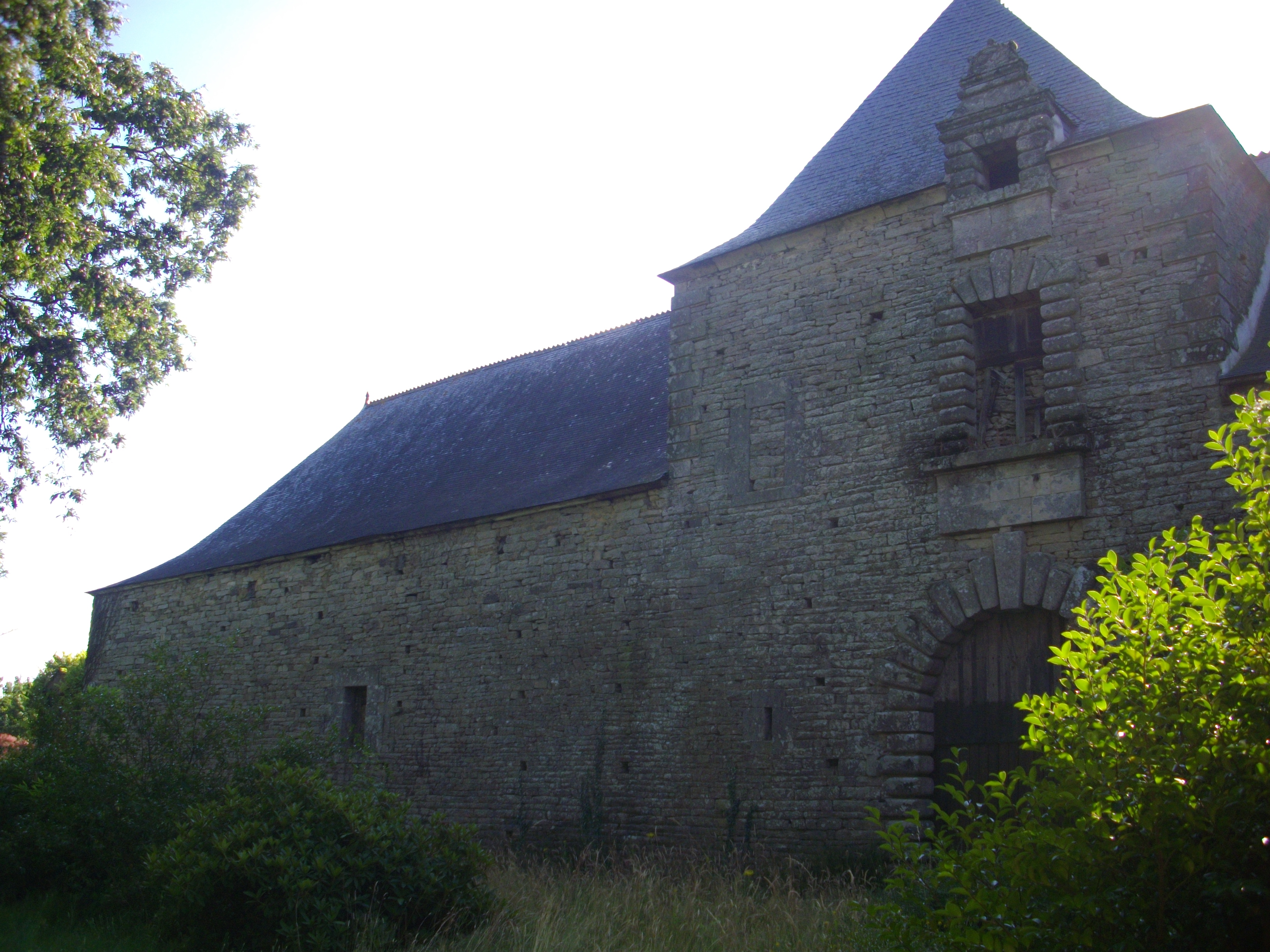
Le manoir de Cadoudal 2.
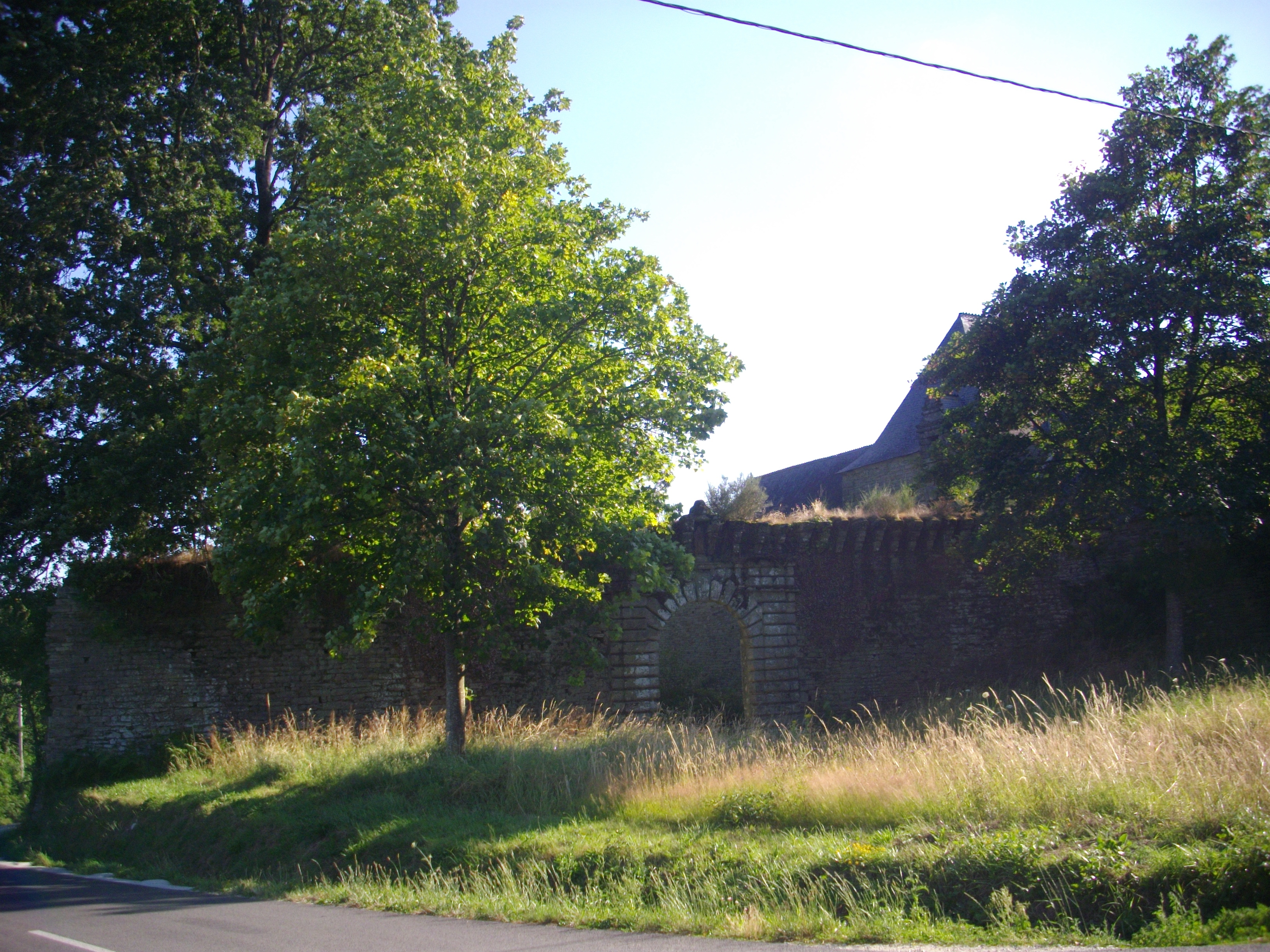
Le manoir de Cadoudal 3.

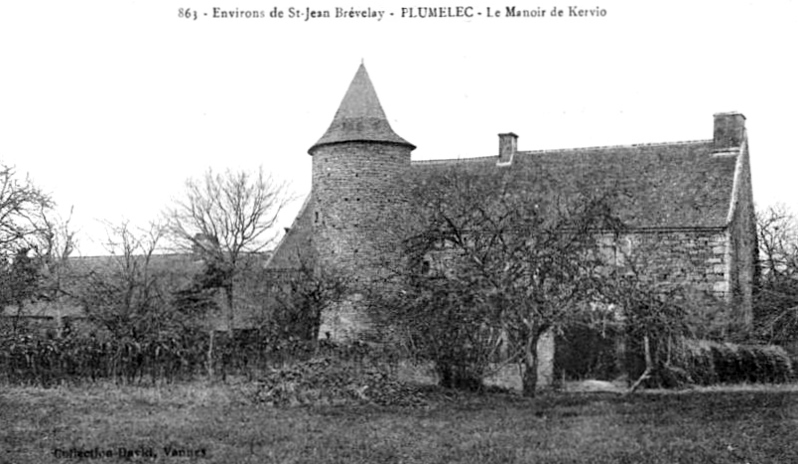
Le manoir de Kervio vers 1920 (carte postale David).

- le manoir de Penclen (ou Penquelen).
- le manoir de Kervio date du XVIe siècle[réf. souhaitée].

#### Églises
Sur le territoire de la commune, on compte trois églises :
- l'église Saint-Maurice, située au lieu-dit Saint-Aubin, datée de 1513, est inscrite depuis le 9 juin 1925. Cette église est intéressante pour les sablières décorées de son chœur rectangulaire, et pour la taille de celui-ci, de plus grande dimension que le reste de l'église[79]. Cette église contient un vitrail représentant la Trinité, daté du XVIe siècle et classé depuis le 8 mai 1978[80].
- l'église du Sacré-Cœur du XIXe siècle ; édifiée sur les plans de l'architecte nantais Douillard, elle fut consacrée en 1896, mais construite entre 1889 et 1902.

De l'ancienne église paroissiale Saint-Mélec, construite au XVe siècle et démolie en 1890, la commune conserve une statue représentant la Vierge à l'Enfant, en bois peint et datée du XVIIe siècle, qui provient de l'ancien prieuré de Locmaria. Cette statue est classée depuis le 25 mars 1924.
- l'église Notre-Dame à Callac. Cette église, reconstruite à la fin du XIXe siècle, contient un calice en argent, daté du XVIIe siècle, qui est classé depuis le 1er juillet 1959[82].

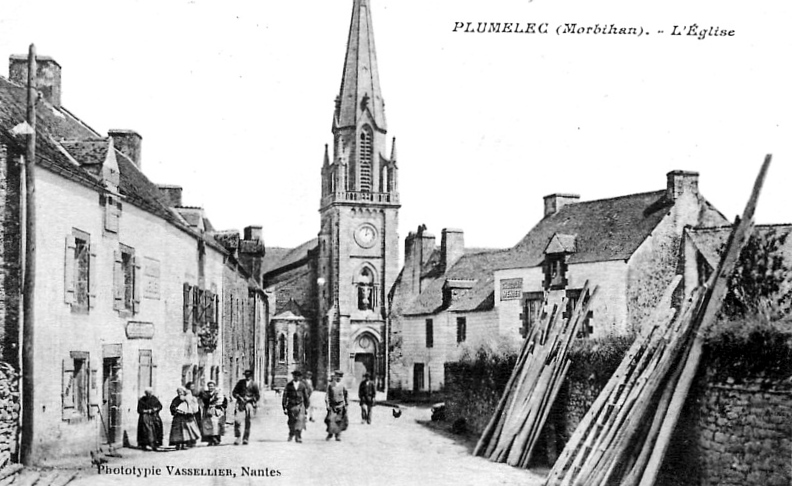
L'église paroissiale du Sacré-Cœur à Plumelec vers 1920 (carte postale Vasselier).
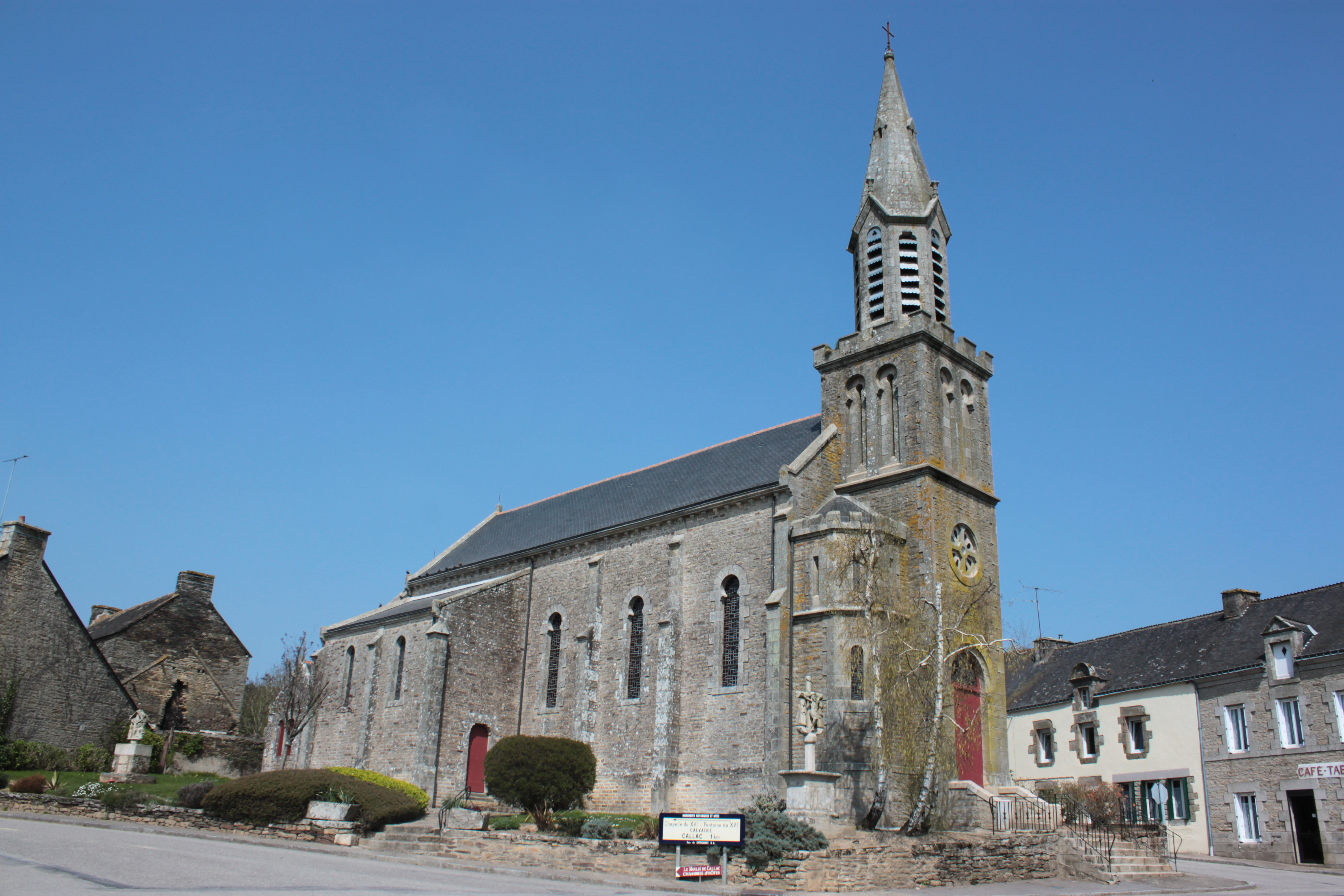
Église Notre-Dame à Callac.
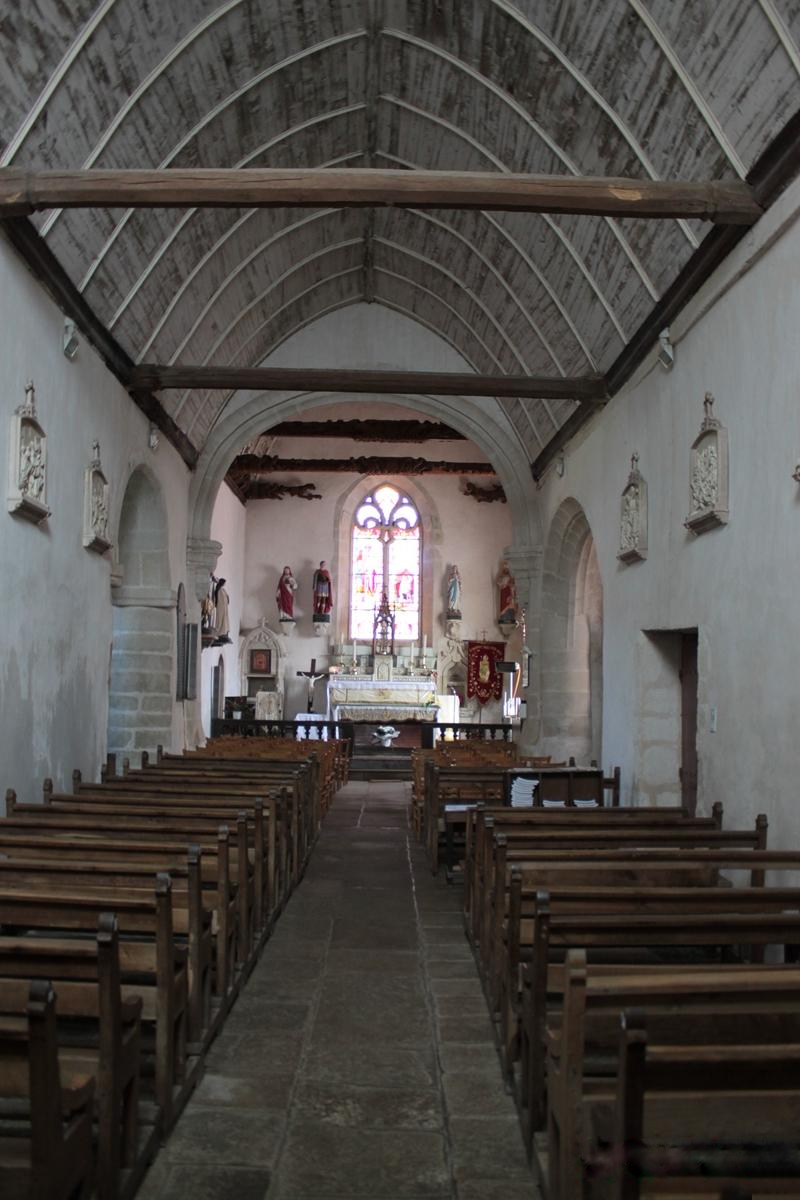
Église Saint-Maurice à Saint-Aubin.

#### Chapelles, croix et calvaires
Sur le territoire de la commune, ont été construites la chapelle Saint-Maudé (Saint-Mandé) au XVe siècle, la chapelle de Tolcoetmeur au XVIIe siècle, la chapelle Notre-Dame-de-Lorette au XVIIe siècle, les chapelles de Callac et Saint-Joseph au XIXe siècle ; ainsi que plusieurs croix et calvaires :
- le calvaire de Callac du XVIIe siècle, située au carrefour central du bourg, est inscrit depuis le 29 mars 1935. Cette croix est sculptée, d'un côté le Christ avec saint Jean et la Vierge placés sur des ailerons, et de l'autre côté la Pietà[83].
- la croix Merhan du XVIIe siècle, située au lieu-dit Callac, inscrite depuis le 29 mars 1935. Cette croix qui était située dans un champ de la commune a été déplacée et installée face à l'église comme celle du bourg. La croix est sculptée dans sa partie supérieure, d'un côté le Christ et de l'autre la Pietà[84].
- la croix de cimetière de Saint-Aubin du XVIe siècle, située au lieu-dit Saint-Aubin, inscrite depuis le 25 septembre 1928. Cette croix qui était située dans un champ de la commune a été déplacée et installée face à l'église comme celle du bourg. La croix est une croix à bâtière sculptée, d'un côté le Christ et de l'autre la Vierge avec l'Enfant couronné[85].
- le Chemin de Croix de Callac, 1943

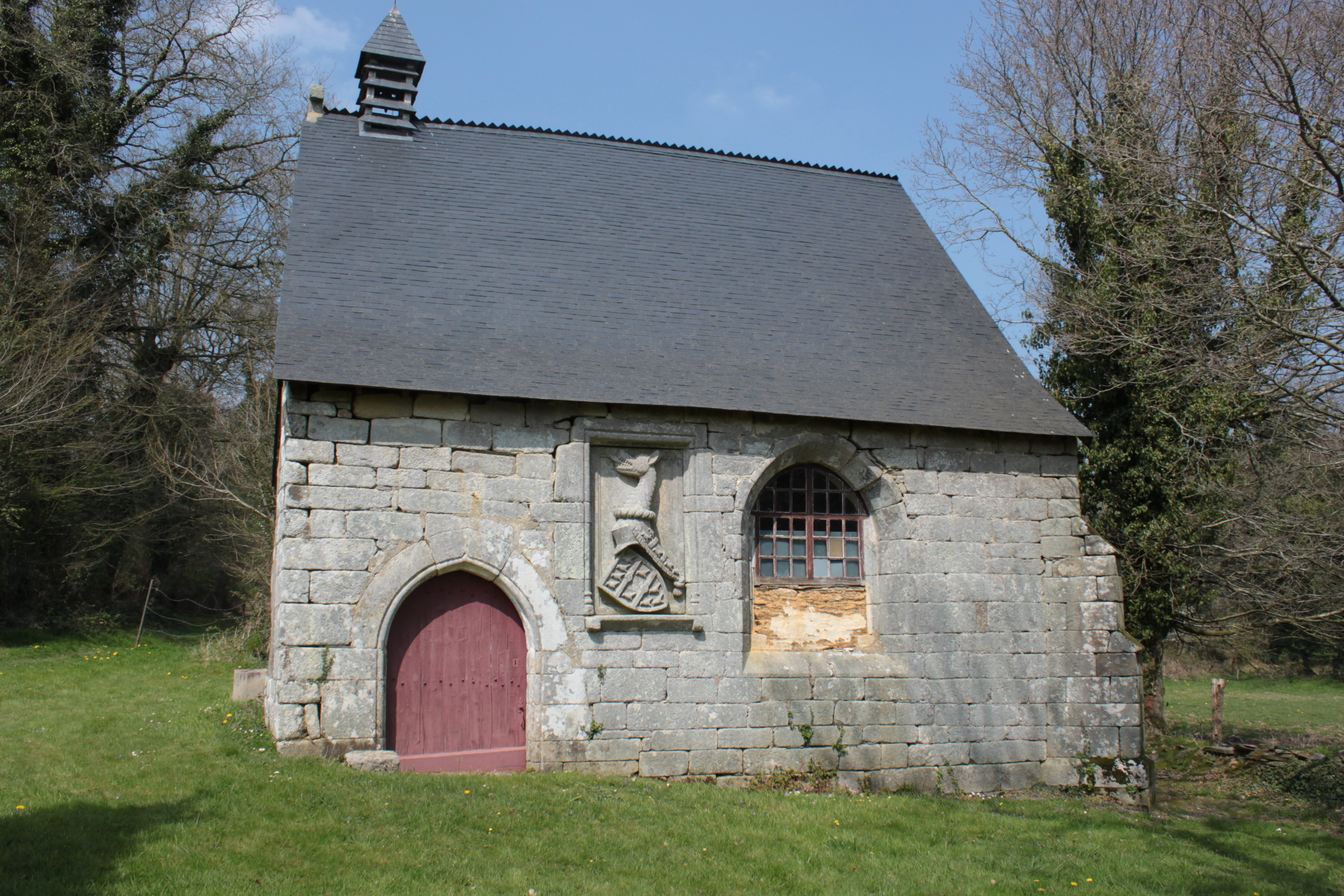
Chapelle Saint-Maudé.
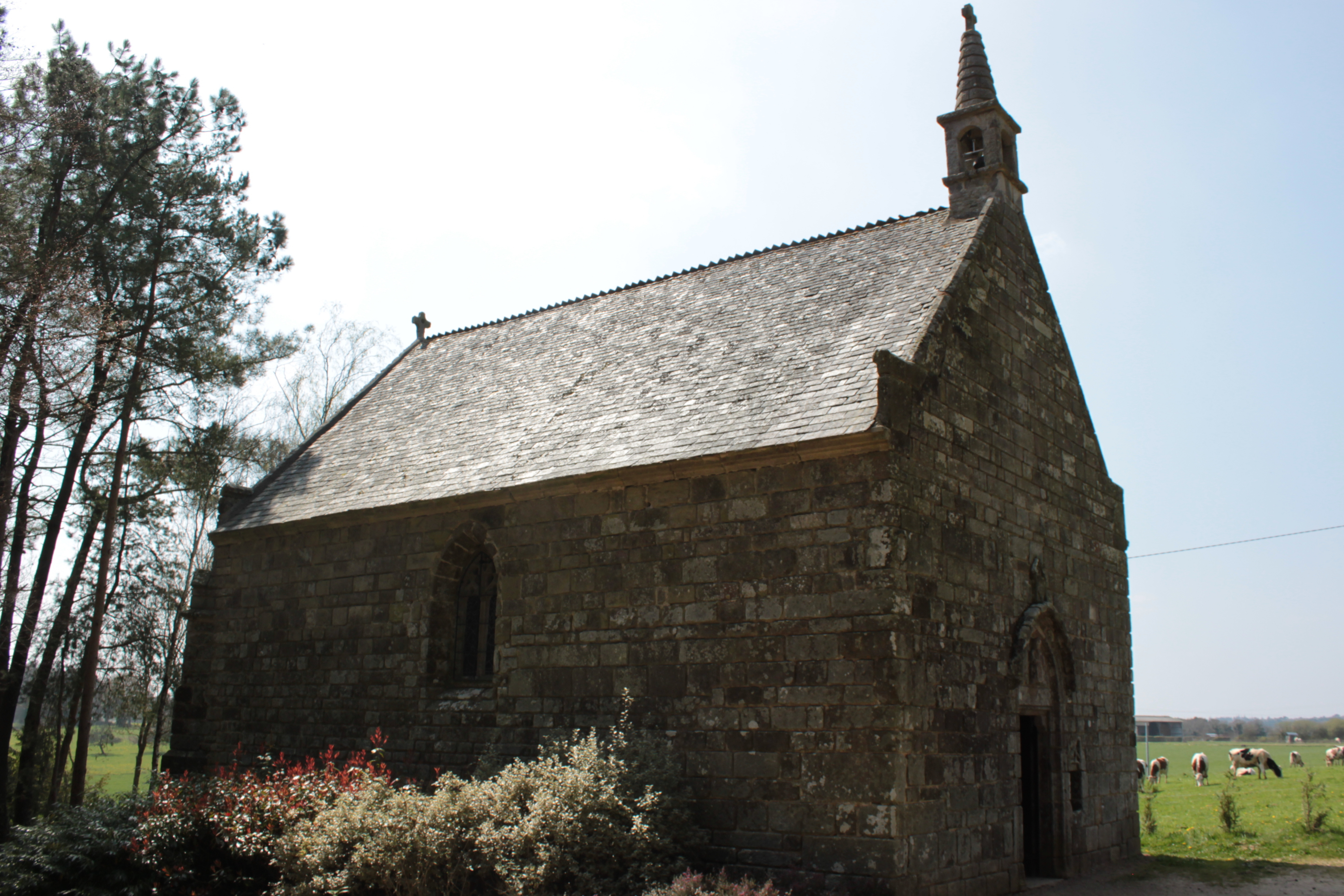
Chapelle Saint-Joseph.
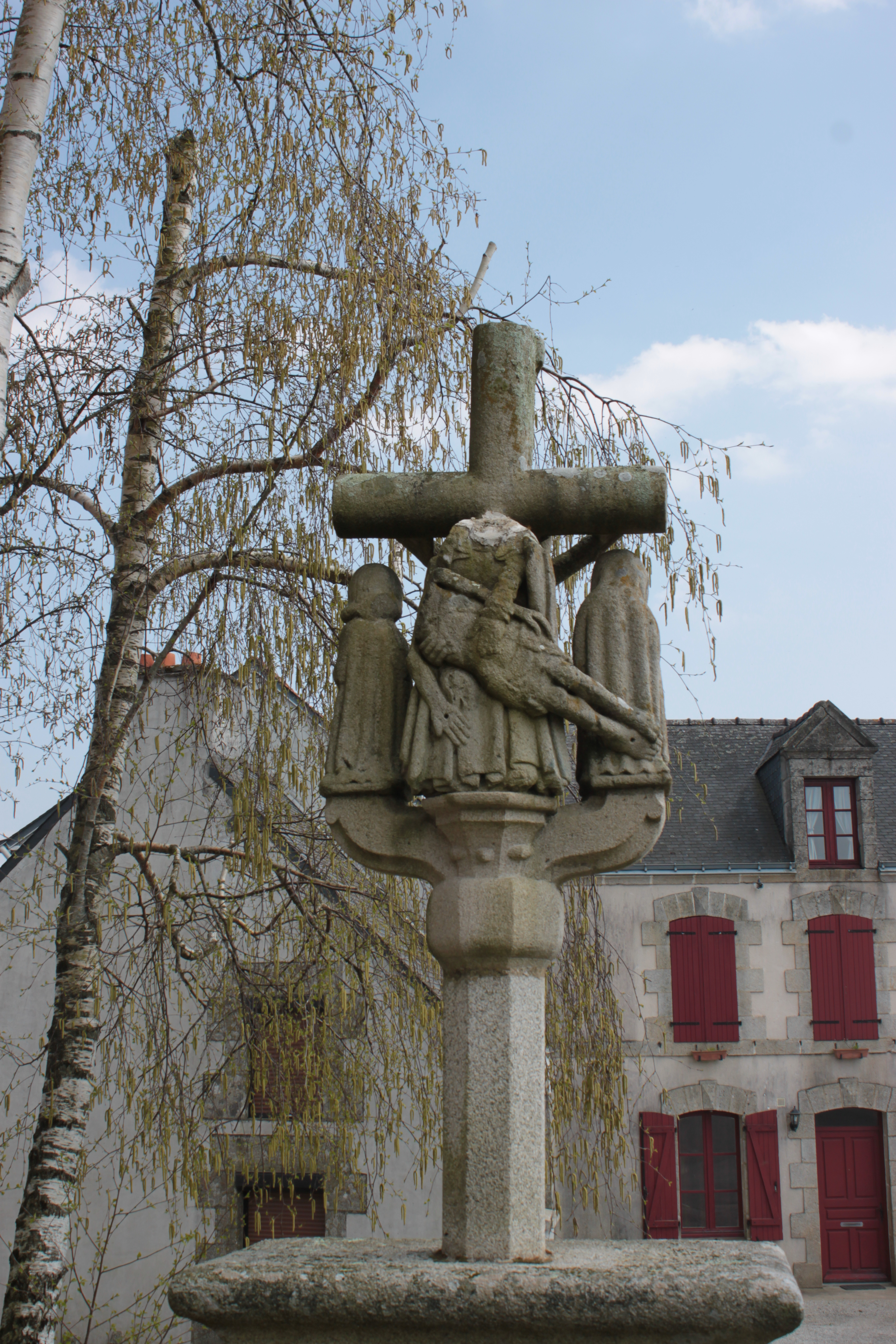
Croix du Bourg de Callac.
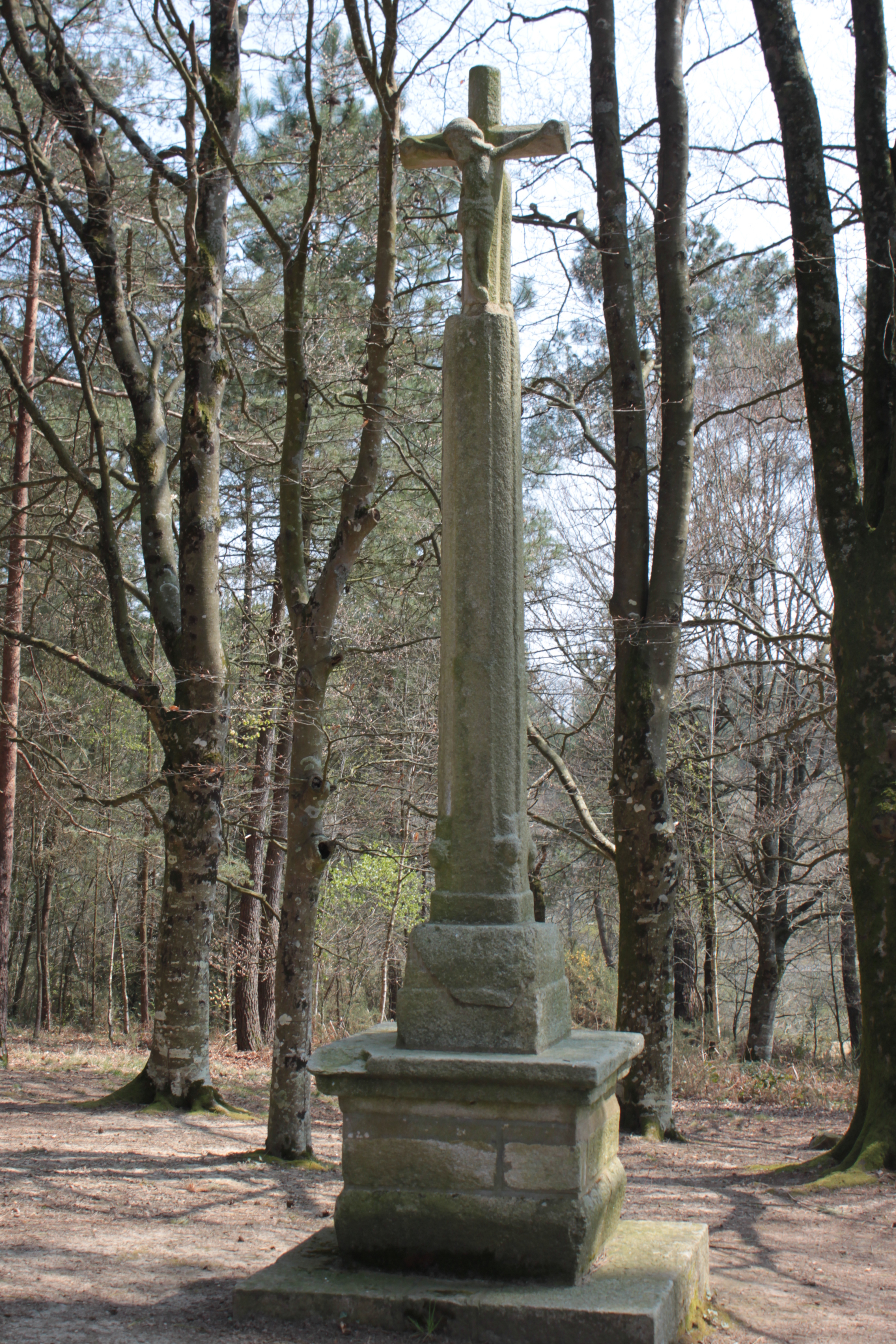
Calvaire de Saint-Joseph, 1822.
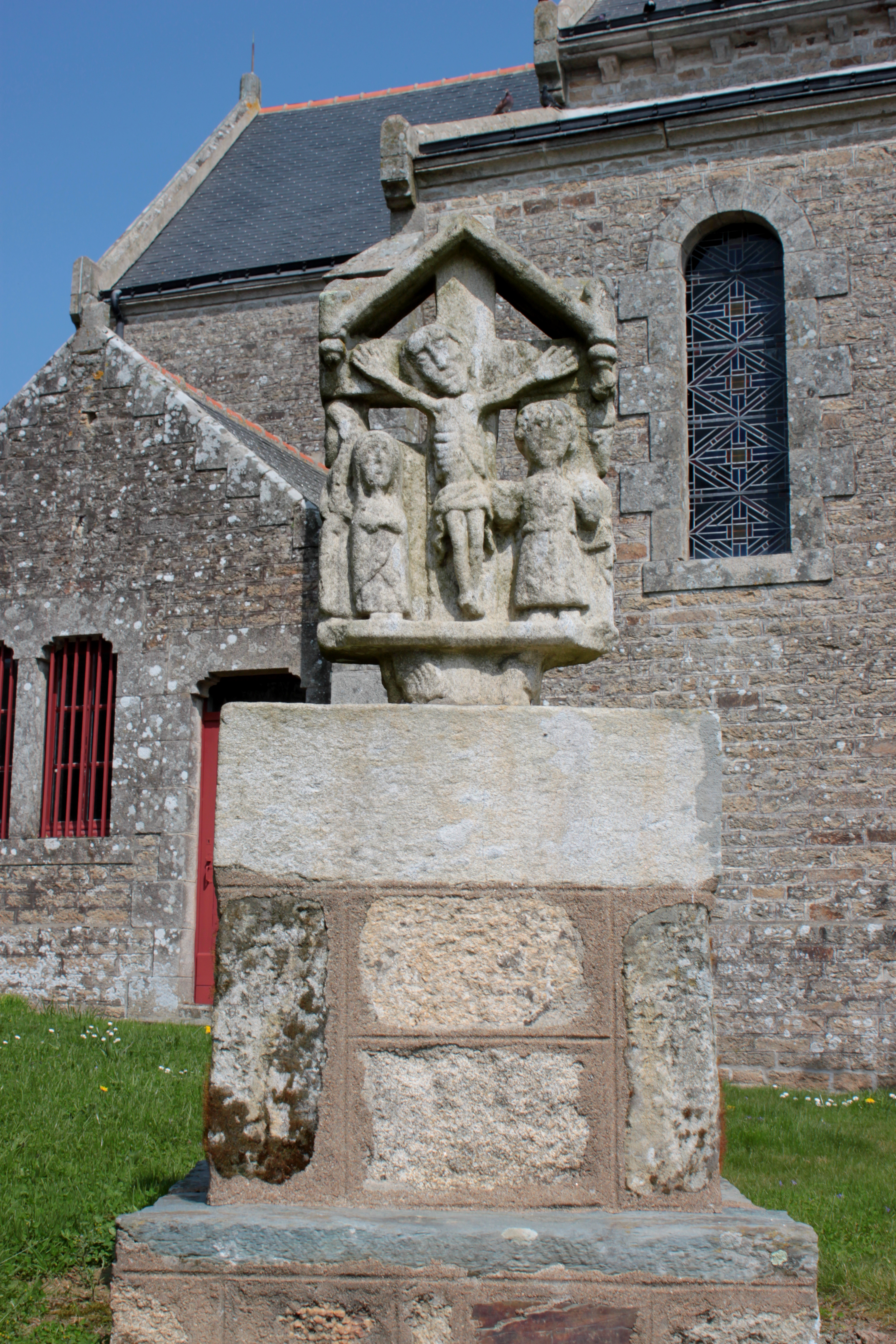
Croix Merhan, face sud.
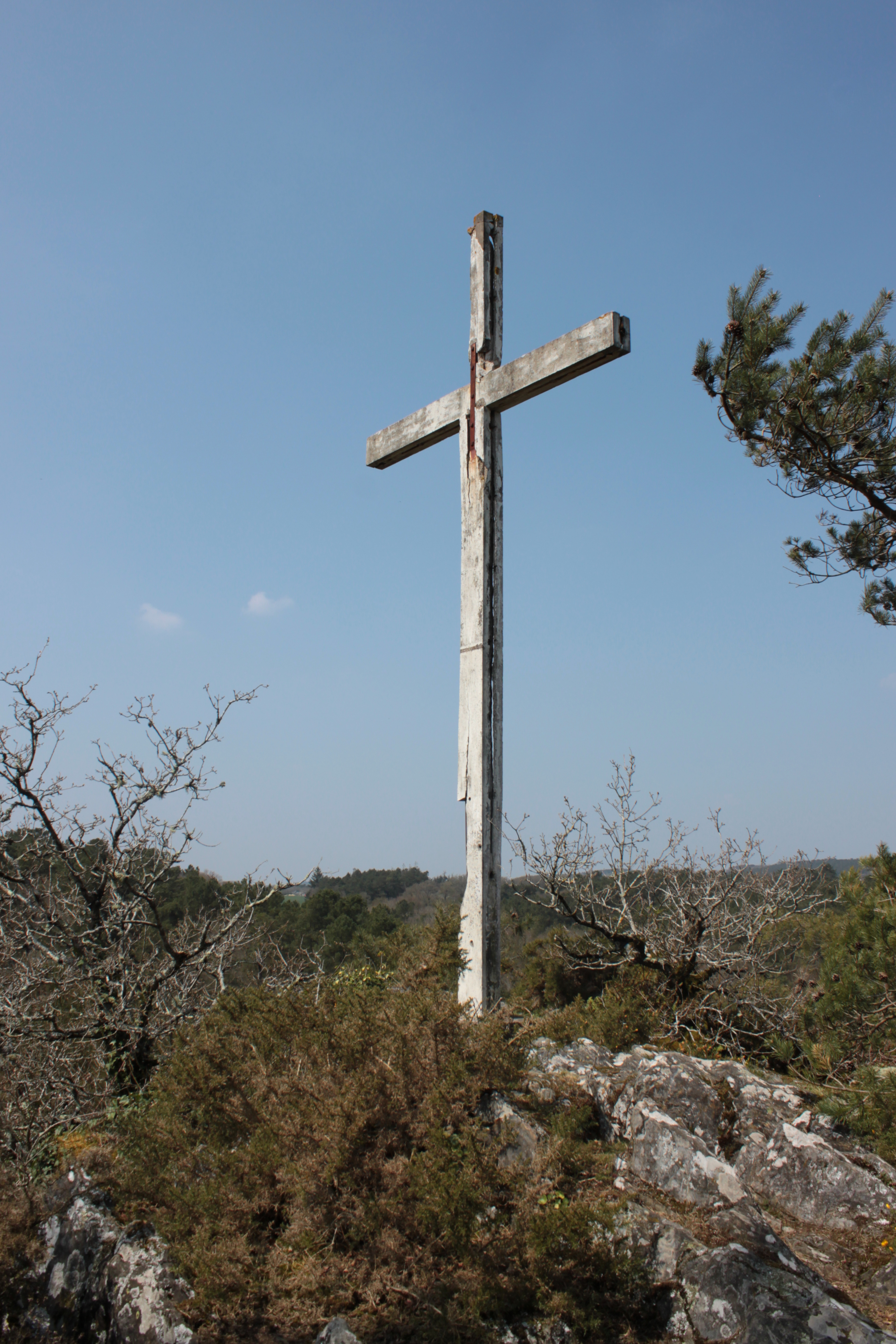
Grande Croix, Saint-Joseph.

#### Autres monuments
Le puits de la Touche-Berthelot du XVIe siècle, situé au chemin de croix de Callac, est inscrit depuis le 14 octobre 1963. La margelle de ce puits a la forme d'un octogone dont tous les angles saillants se détachent en pilastres. Quatre dalles carrées, placées aux diagonales de la margelle, portent des sculptures en haut relief de sujets héraldiques. Elles sont surmontées de deux arceaux en fer forgé qui se croisent et sur lesquels est accrochée la poulie de tirage.
On peut citer également les fontaines Saint-Aubin et Saint-Melec, le monument de Kerihuel (massacre du 12 juillet 1944) et la grotte de Callac (1948, Saint-Joseph).

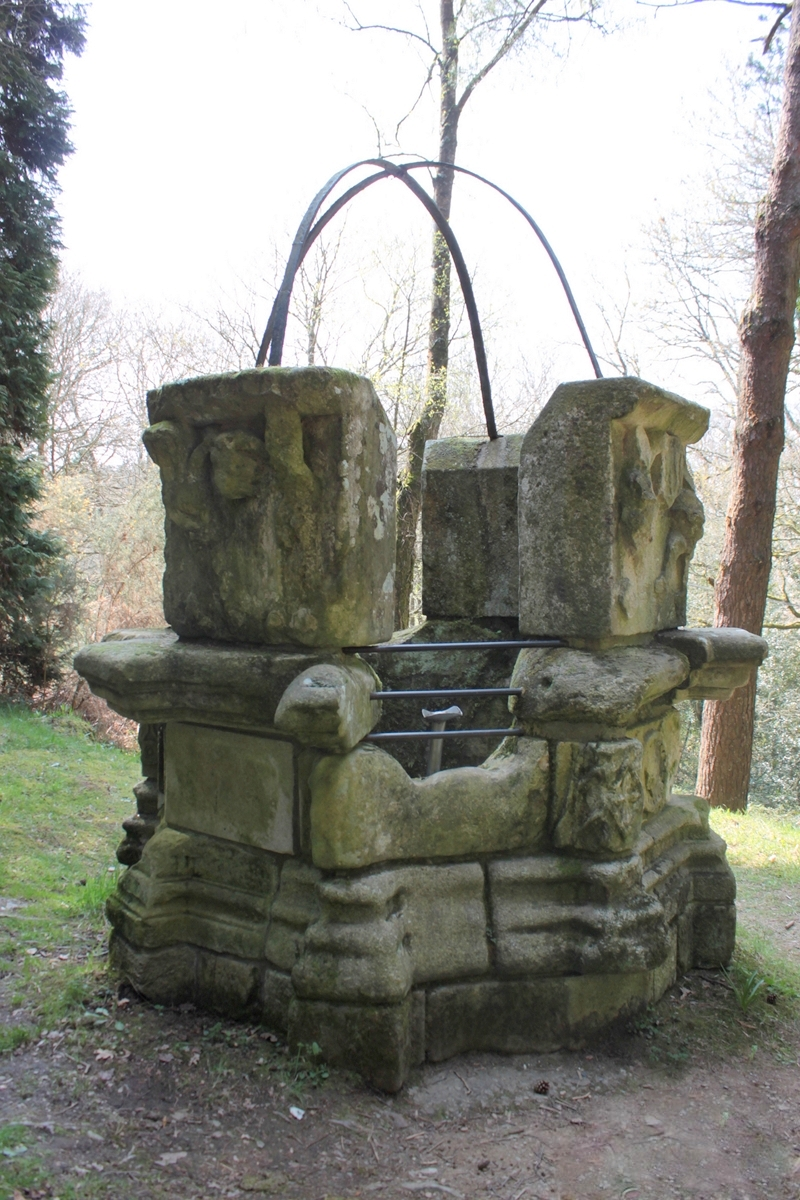
Puits de la Touche-Berthelot, XVIe.
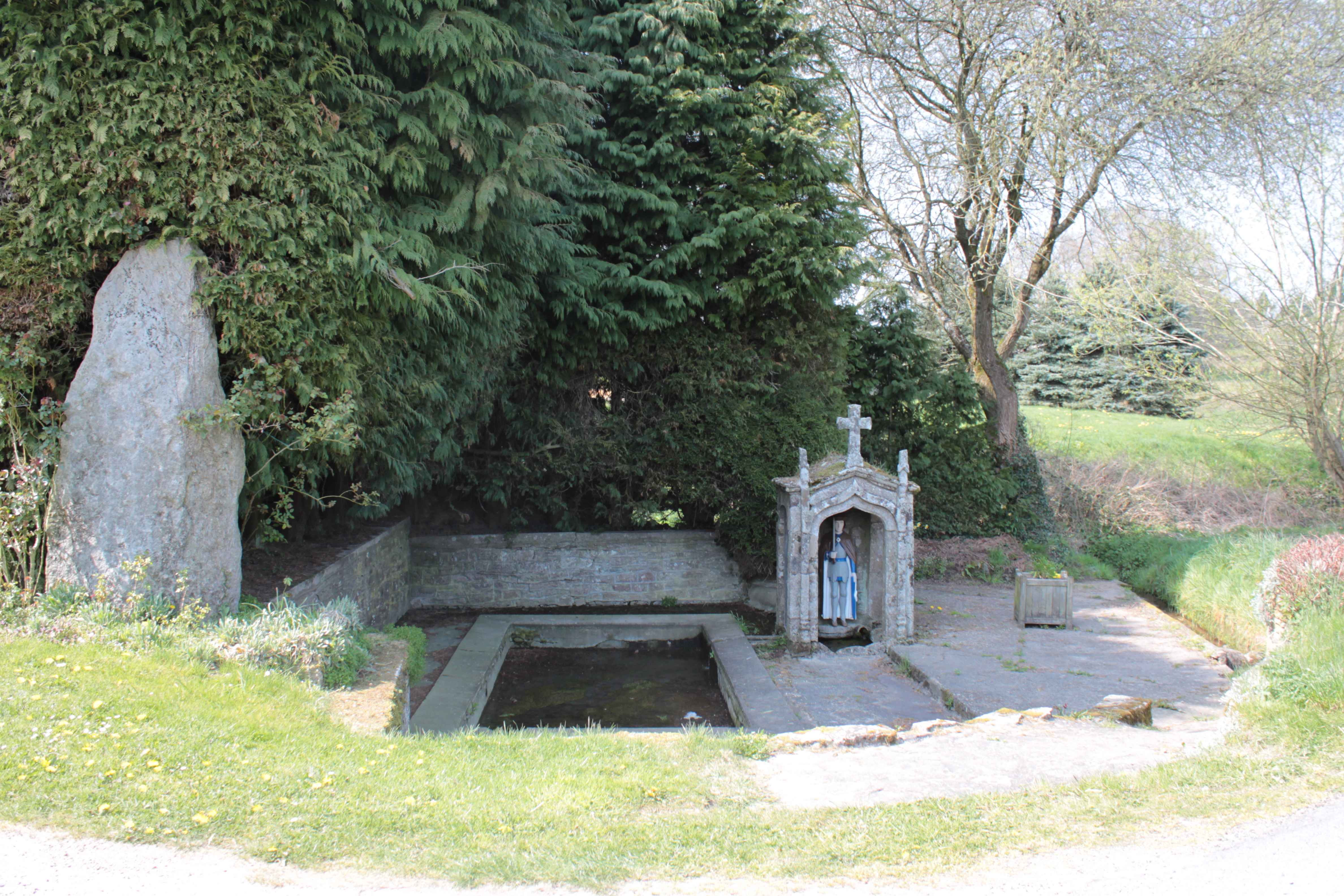
Fontaine Saint-Maurice, Saint-Aubin.
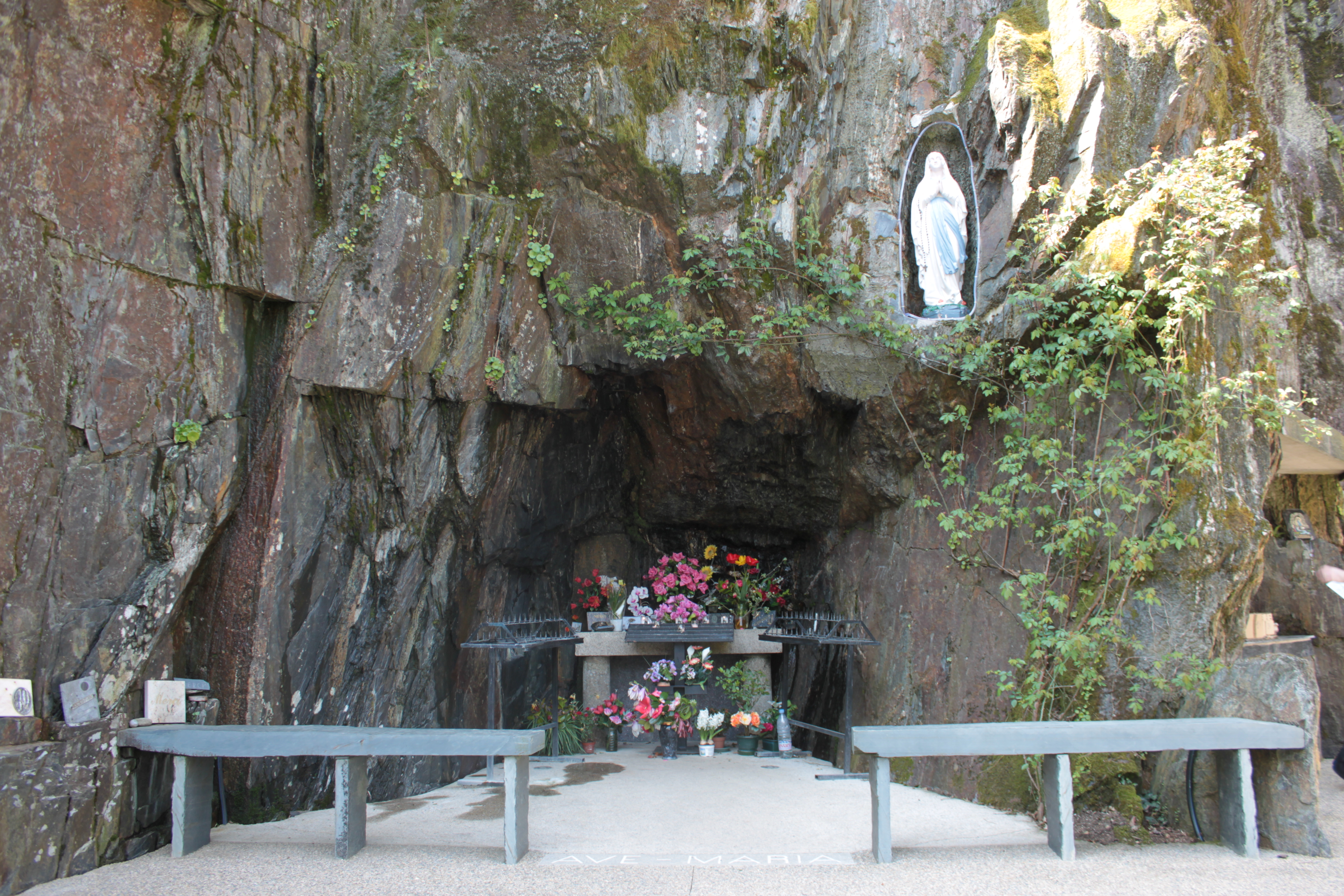
Grotte de Callac, 1948.

#### Site naturel
- L'amas rocheux de Prédalan est un amas naturel de roches, situé dans le bois de Cadoudal[87].

### Tableaux
- Jean Frélaut : La lande de Plumelec (gravure)[88].

### Langue
Cette commune fut bretonnante jusqu'aux années 1850 (selon le dictionnaire d'Ogée) ; les toponymes des lieux-dits sont en partie en langue française, en partie en langue bretonne. Aujourd'hui, on y parle majoritairement français. En 1806 la commune n'est pas mentionnée par l'enquête menée par Charles Coquebert de Montbret.

### Personnalités liées à la commune
- Julien Guillemot, (9 octobre 1786 - Plumelec, 1er juin 1866 - Vannes), militaire, fils de Pierre Guillemot, le "Roi de Bignan". Il prit part à la seconde chouannerie.
- Frédéric Sammaritano : joueur de football du DFCO, Dijon Football Côte-d'Or en ligue 1.
- Émile Bouétard : caporal dans les parachutistes SAS : 1er mort du débarquement.
- Pierre-Louis Bourgoin (1907-1970) le Manchot pendant la guerre 1939-1945 : commandant le 4e bataillon parachutiste SAS lors de son parachutage en Bretagne, puis député de Paris, est inhumé dans le cimetière.
- Pierre Marienne (Algérie 1908 - Plumelec 1944), Compagnon de la Libération, exécuté le 12 juillet 1944 à Plumelec et inhumé à Plumelec.
- François Martin (Hardricourt 1916-Plumelec 1944), Compagnon de la Libération, lieutenant du 2e régiment de chasseurs parachutistes, exécuté par les Allemands le 12 juillet 1944 à Plumelec
- Bernard Harent (1916-1944), Compagnon de la Libération, officier du 2e RCP mortellement blessé à Plumelec le 13 juin 1944.
- Colline Hill : auteur-compositeur-interprète d'indé-Folk. A joué en Bretagne au Festival interceltique de Lorient (2013), Les Tonnerres de Brest 2012, Festival des Vieilles Charrues (Scène Kerouac avec The Celtic Social Club, 2014).

### Héraldique
|  | Les armoiries de Plumelec se blasonnent ainsi : D'or à la crosse d'argent accostée de deux pals d'azur chacun demi-potencé en chef, le premier à dextre, le second à senestre, et dardés sur leurs côtés de pointes en courtoisie, huit sur chaque pal et deux sur chaque demi-potence, la demi-potence dextre chargée de trois mouchetures d'hermine d'argent rangées en fasce et celle de senestre chargée de trois meuniers (poissons) d'argent posés en fasce l'un sur l'autre. Devise : « vive valeque ». |

## Divers

### Télévision
Dans le sketch des journaux régionaux des humoristes Les Inconnus lors du journal breton Pascal Légitimus évoque cette commune.